# Karoly Grosz (ilustrador)
Karoly Grosz (US:  /'kɑː,rɔɪ_'ɡɹoʊs/, KAH-roy GROHSS; Pronunciación en húngaro: /ˈkaːroj ˈɡroːs/;  c.  C. 1896-después de 1938) fue un ilustrador húngaro-estadounidense de carteles de películas de la era clásica de Hollywood. Como director de arte de Universal Pictures durante la mayor parte de la década de 1930, Grosz supervisó las campañas publicitarias de la empresa y contribuyó con cientos de sus propias ilustraciones. Es especialmente reconocido por sus carteles dramáticos y coloridos para películas de terror clásicas. Los carteles más conocidos de Grosz anunciaban las primeras películas de Universal Classic Monsters como Drácula (1931), Frankenstein (1931), La momia (1932), El hombre invisible (1933) y La novia de Frankenstein (1935). Más allá del género de terror, sus otros diseños notables incluyen carteles para la película de guerra épica Sin Novedad en el Frente (1930) y la comedia loca My Man Godfrey (1936).
Las copias en litografía original de sus carteles son escasas y muy valoradas por los coleccionistas. Dos carteles ilustrados por Grosz —anuncios de Frankenstein y La Momia, respectivamente— han establecido el récord de subasta del cartel de cine más caro del mundo. Esta última mantuvo el récord durante casi 20 años y, en el momento de su venta en 1997, puede haber sido la impresión artística más cara de cualquier tipo, incluidas otras formas de arte comercial y bellas artes. El sitio web de referencia LearnAboutMoviePosters (LAMP) señaló que, a partir de agosto de 2016, Grosz aparecía más que cualquier otro artista en su lista completa de carteles de películas antiguas vendidos por al menos $20000.
A pesar del crecimiento en la valoración y prominencia de su obra de arte, se conoce muy poca información biográfica sobre Grosz. Nació en Hungría alrededor de 1896, emigró a los Estados Unidos en 1901, se convirtió en ciudadano estadounidense naturalizado, vivió en Nueva York y trabajó en publicidad cinematográfica entre 1920 y 1938 aproximadamente. Sólo una pequeña parte de su producción artística se ha atribuido a él, reflejando el anonimato estándar de los primeros artistas de carteles de películas estadounidenses.

## Vida y obra

### Vida personal
Poco se sabe sobre la vida de Grosz, como es el caso de muchos de los primeros artistas del cartel. Los detalles de su biografía han permanecido oscuros incluso después de que sus ilustraciones se convirtieron en algunas de las más valiosas en la colección de carteles de películas.
En un apéndice del libro de 1988 Reel Art que proporciona borrones biográficos de artistas de carteles, el lugar de nacimiento de Grosz se menciona como Hungría, pero sus fechas de nacimiento y muerte se enumeran como desconocidas. Según los registros del censo estatal y federal de Nueva York de 1925 y 1930, Grosz nació en Hungría alrededor de 1896, emigró a los Estados Unidos en 1901, era ciudadano naturalizado y hablaba Yidis. Estuvo casado con Bertha Grosz alrededor de 1917 y tuvieron dos hijos en 1930.
A veces se le conocía como "Carl" o "Karl" Grosz. Legalmente cambió su nombre a Carl Grosz Karoly en agosto de 1937.

### Comienzos

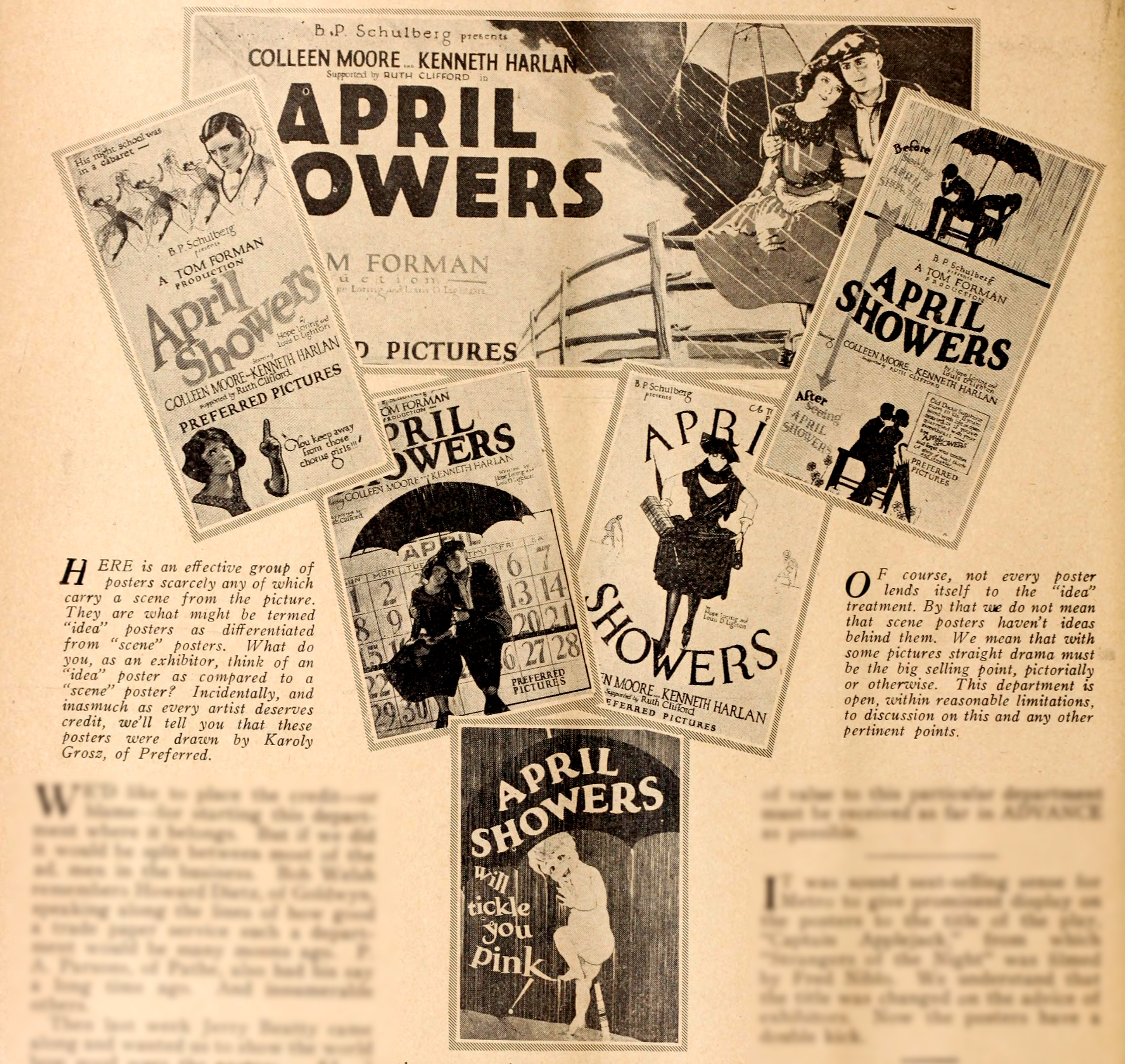
Los primeros carteles de Grosz para la película April Showers, reproducidos en la revista The Moving Picture World.

Grosz comenzó a trabajar en publicidad cinematográfica ya en 1920, cuando un periódico de la industria lo describió como empleado de Selznick Pictures del productor Lewis J. Selznick, trabajando en títulos de arte en los estudios de la compañía en Fort Lee, Nueva Jersey. En 1921, fue incluido como miembro de la organización profesional con sede en Nueva York Associated Motion Picture Advertisers y empleado de Associated Producers. En 1923, dirigió los departamentos de arte publicitario de Preferred Pictures y la compañía del productor Al Lichtman.
Como pintor, Grosz tendía a trabajar con óleo y acuarela, y fue influenciado por una variedad de movimientos que van desde el expresionismo al Art déco. Sus carteles para la película muda April Showers de 1923 se consideraron novedosos para la época porque los diseños enfatizaban una "idea" o tema visual, en lugar de representaciones literales de escenas que un espectador podía esperar ver en la película. Ese mismo año se le atribuyó una exhibición del tamaño de una valla publicitaria para el western silencioso The Virginian, la segunda adaptación de la novela de 1902 de Owen Wister del mismo nombre.

### Carrera en Universal Pictures
Grosz comenzó a trabajar en el departamento de arte de Universal en Nueva York a mediados de la década de 1920. En 1930, él y Philip Cochrane habían sido nombrados directores de arte publicitario por el primer gerente de publicidad de la compañía (y hermano de Philip), Robert Cochrane. A Grosz y Cochrane se les ha atribuido la calidad artística generalmente alta de la publicidad de Universal durante la década de 1930. Imágenes como el póster teaser de Grosz para Frankenstein presentaron al público en general a los personajes ahora familiares de las primeras películas de terror de Universal. Además de obras de arte con temática de terror, la permanencia de Grosz en Universal se distinguió por "un trabajo de cartel animado y dramático a la altura del prestigio y las ganancias" de películas como la épica de la Primera Guerra Mundial Sin Novedad en el Frente (1930) y la primera comedia loca My Man Godfrey (1936).
Los diseños de carteles de Grosz se exportaron a los mercados internacionales, a veces con modificaciones o variaciones. En el Reino Unido, sus carteles de películas de terror se consideraron tan escandalosos y espeluznantes que en 1932 la British Board of Film Classification introdujo regulaciones de contenido más estrictas para la exhibición de publicidad en lugares públicos.
Grosz también hizo contribuciones al aspecto de las propias películas de Universal. En particular, su arte conceptual para el monstruo de Frankenstein, que sugería una apariencia más mecánica o robótica, sirvió como fuente de los tornillos de acero en el cuello del monstruo. Un detalle comparativamente menor, los tornillos del cuello son ahora un elemento visual icónico que está estrechamente asociado con el monstruo, especialmente la versión de Universal. Aunque el maquillador Jack Pierce se atribuyó el mérito de las entrevistas por los pernos del cuello del monstruo, el crítico de cine e historiador argentino-canadiense Alberto Manguel rechazó la afirmación de Pierce y descubrió que el arte conceptual de Grosz llegó antes.
Cochrane dejó Universal en 1937, mientras que Grosz pudo haber continuado trabajando allí hasta 1938. Después de su partida, el arte del cartel de Universal de finales de la década de 1930 y principios de la de 1940 entró en un declive marcado por un cambio de ilustraciones vívidas a reproducciones fotográficas mundanas. La calidad del arte de los carteles de Universal mejoró nuevamente después de que Maurice Kallis fuera reclutado de Paramount Pictures para servir como director de arte.

## Lista de carteles de películas y otras obras de arte atribuidas
Se cree que Grosz contribuyó con cientos de ilustraciones a Universal entre finales de la década de 1920 y finales de la de 1930. A menudo se le atribuye, al menos parcialmente, la mayoría de los carteles de Universal producidos mientras era el jefe del departamento de arte, incluso los carteles en los que puede que no necesariamente se haya ilustrado él mismo, porque su puesto imputaba la responsabilidad de la dirección de arte general del anuncio del distribuidor. campañas. Sin embargo, determinar la autoría de los carteles de películas antiguas es intrínsecamente difícil debido a la naturaleza generalmente anónima de la obra, especialmente en los Estados Unidos. La cartulina de Grosz para Murders in the Rue Morgue es un raro ejemplo de un cartel de una película estadounidense de la época firmada por el artista.

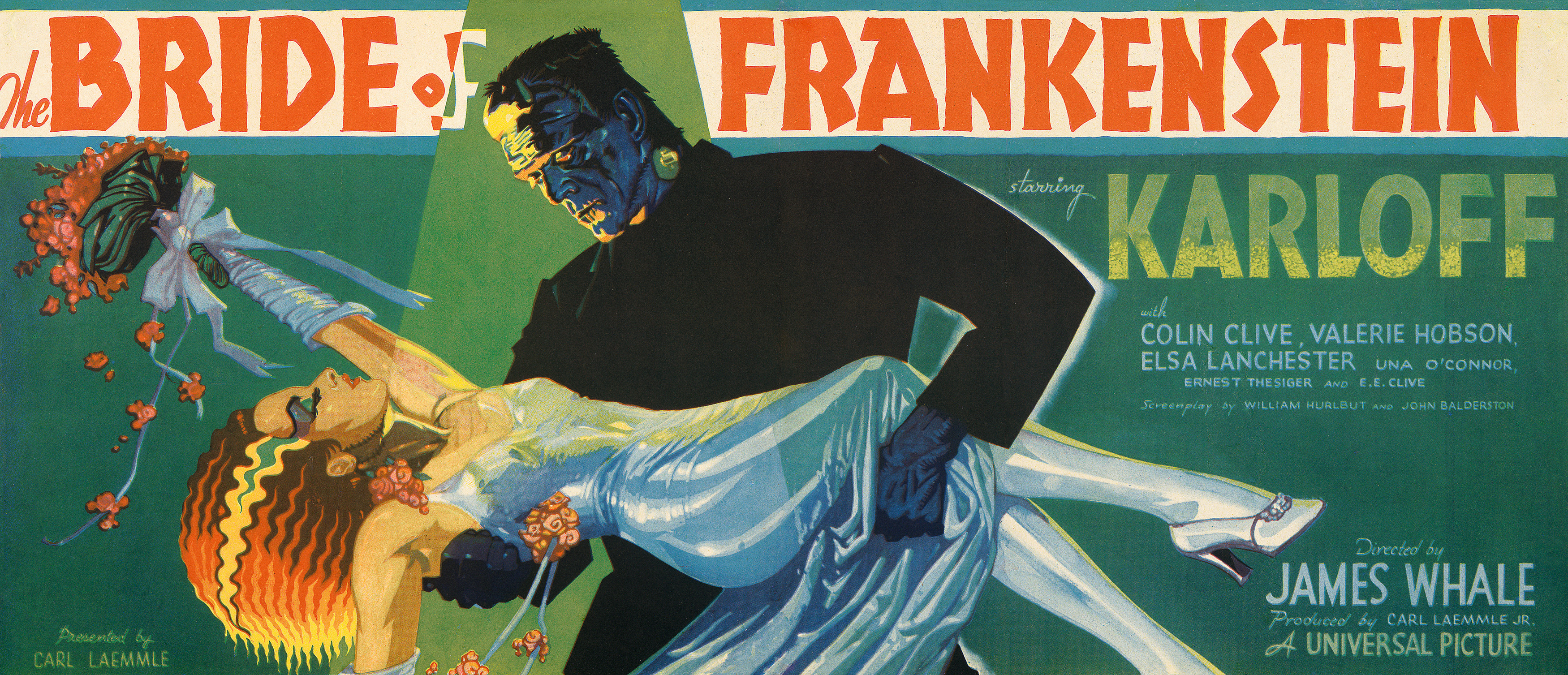
La Novia de Frankenstein, "Estilo B" 24 hojas ilustradas por Grosz. Los historiadores del cine Stephen Rebello y Richard C. Allen elogiaron el cartel como "un esfuerzo máximo entre muchos" para el departamento de arte de Universal durante el mandato de Grosz como director de arte.

La siguiente lista incluye películas con ilustraciones de carteles, dirección de arte de campañas publicitarias u otra obra de arte que se haya atribuido específicamente a Grosz en una fuente secundaria. La galería a continuación incluye diseños individuales que se le atribuyen.
| Fecha | Fecha                    | Título de la película     | Estudio            | Referencias |
| Año   | Estreno o lanzamiento    | Título de la película     | Estudio            | Referencias |
| ----- | ------------------------ | ------------------------- | ------------------ | ----------- |
| 1923  | 30 de septiembre de 1923 | The Virginian             | Preferred Pictures | [ 13 ]      |
| 1923  | 10 de diciembre de 1923  | April Showers             | Preferred Pictures | [ 6 ]       |
| 1927  | 4 de noviembre de 1927   | La Cabaña del Tío Tom     | Universal Pictures | [ 29 ]      |
| 1930  | 21 de abril de 1930      | Sin Novedad en el Frente  | Universal Pictures | [ 30 ]      |
| 1931  | 14 de febrero de 1931    | Drácula                   | Universal Pictures | [ 31 ]      |
| 1931  | 21 de noviembre de 1931  | Frankenstein              | Universal Pictures | [ 32 ]      |
| 1932  | 21 de febrero de 1932    | Murders in the Rue Morgue | Universal Pictures | [ 33 ]      |
| 1932  | 20 de octubre de 1932    | The Old Dark House        | Universal Pictures | [ 34 ]      |
| 1932  | 22 de diciembre de 1932  | La Momia                  | Universal Pictures | [ 35 ]      |
| 1933  | 13 de noviembre de 1933  | El Hombre Invisible       | Universal Pictures | [ 36 ]      |
| 1933  | 1 de agosto de 1933      | Moonlight and Pretzels    | Universal Pictures | [ 14 ]      |
| 1934  | 7 de mayo de 1934        | The Black Cat             | Universal Pictures | [ 37 ]      |
| 1935  | 20 de abril de 1935      | La Novia de Frankenstein  | Universal Pictures | [ 38 ]      |
| 1935  | 8 de julio de 1935       | El Cuervo                 | Universal Pictures | [ 39 ]      |
| 1936  | 20 de enero de 1936      | The Invisible Ray         | Universal Pictures | [ 40 ]      |
| 1936  | 9 de marzo de 1936       | Love Before Breakfast     | Universal Pictures | [ 41 ]      |
| 1936  | 13 de mayo de 1936       | La Hija de Drácula        | Universal Pictures | [ 18 ]      |
| 1936  | 6 de septiembre de 1936  | My Man Godfrey            | Universal Pictures | [ 42 ]      |
| 1938  | 3 de junio de 1938       | Wives Under Suspicion     | Universal Pictures | [ 2 ]       |

### Galería

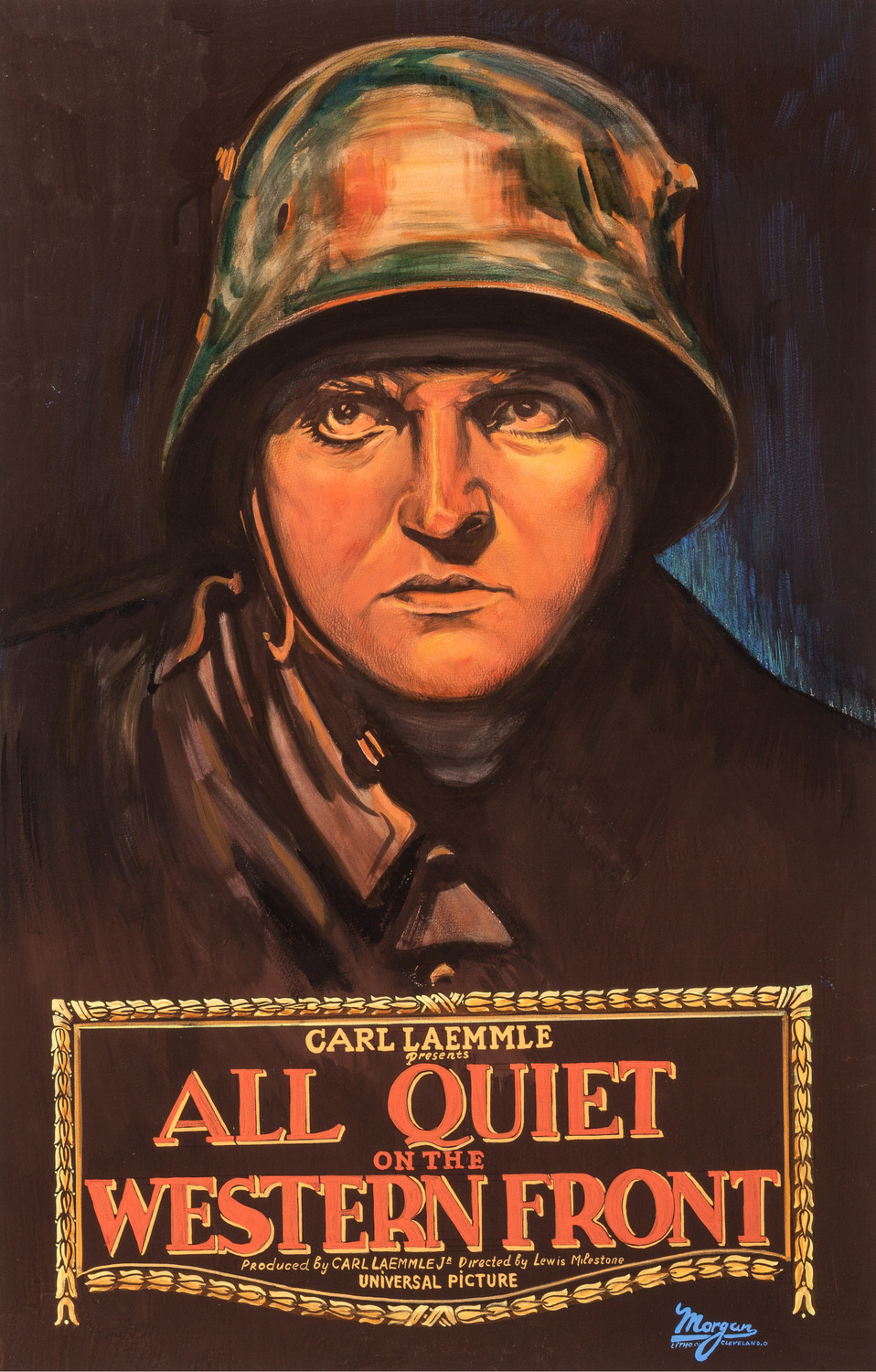
Sin Novedad en el Frente (1930)
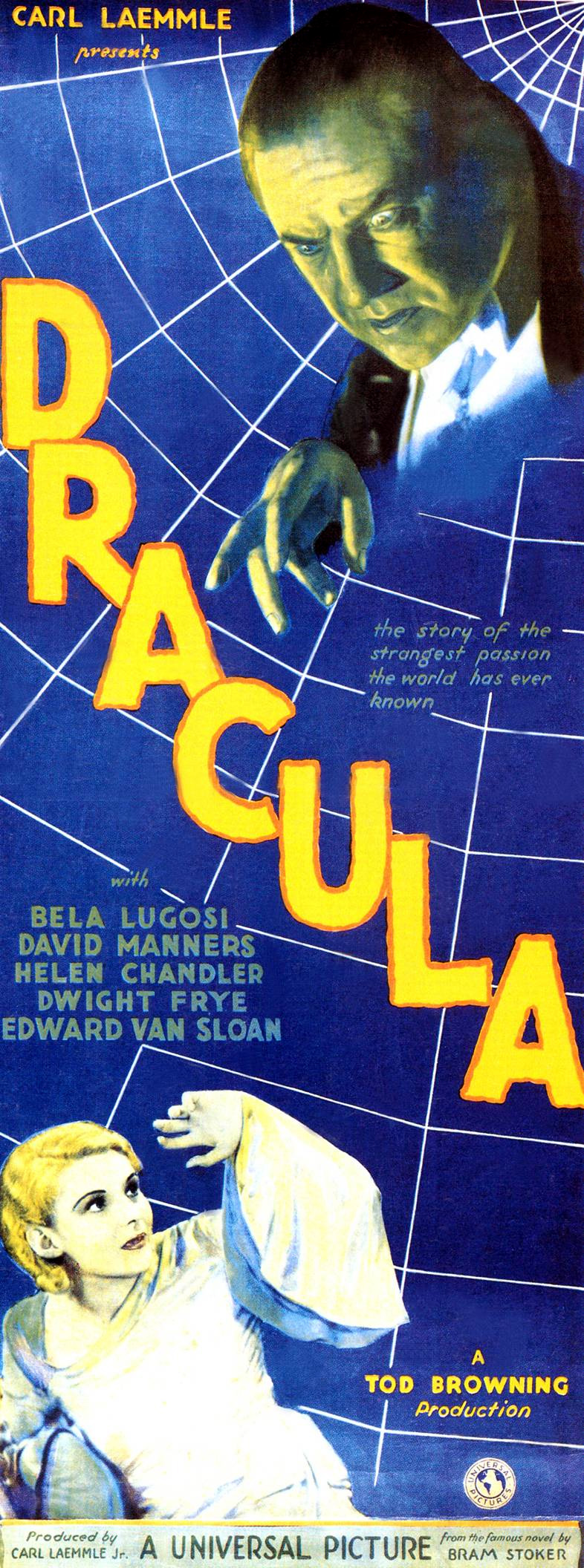
Drácula (1931) insertar cartel
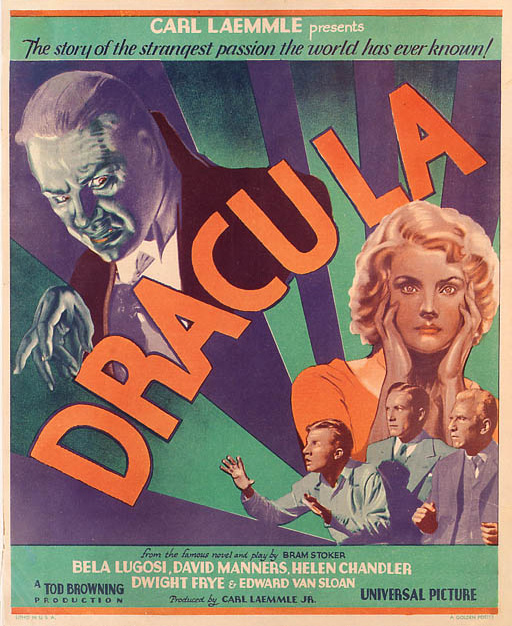
Tarjeta de ventana de Dracula
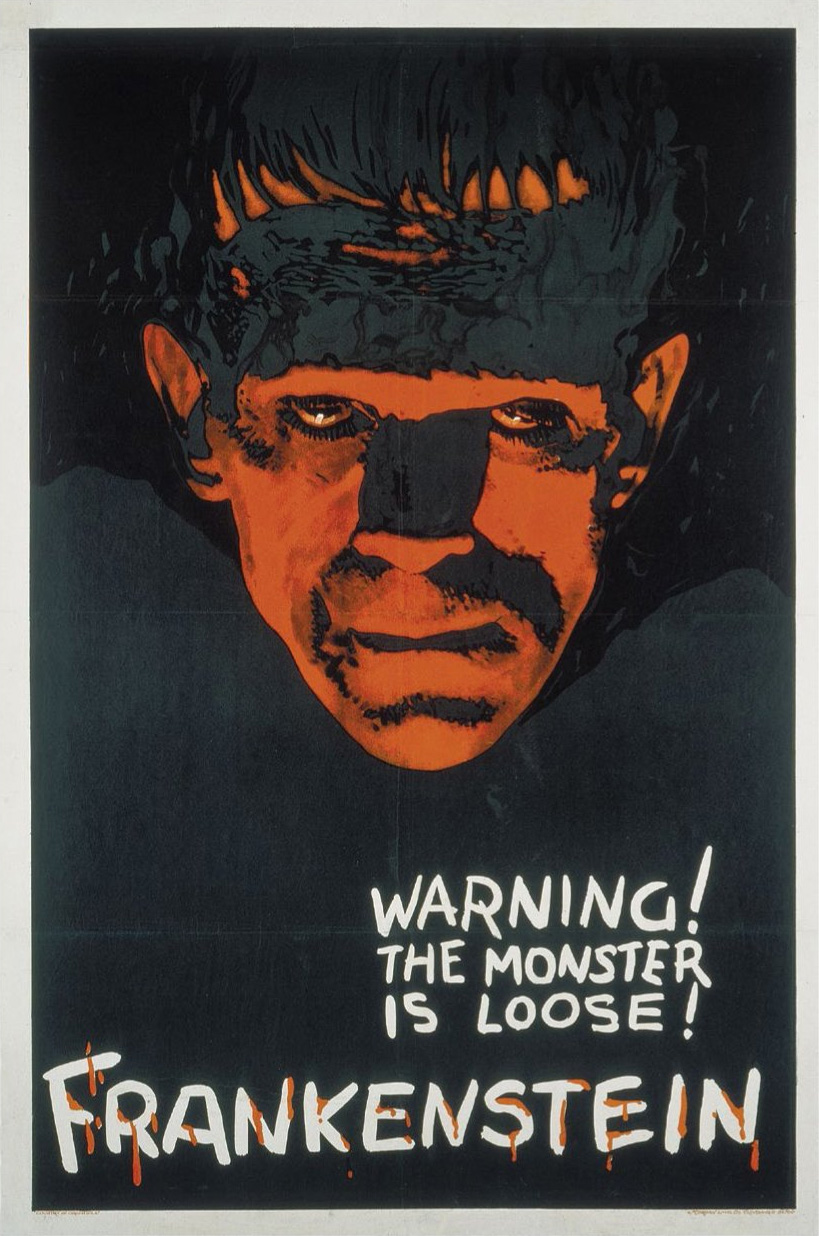
Frankenstein (1931), Avance "Estilo B"
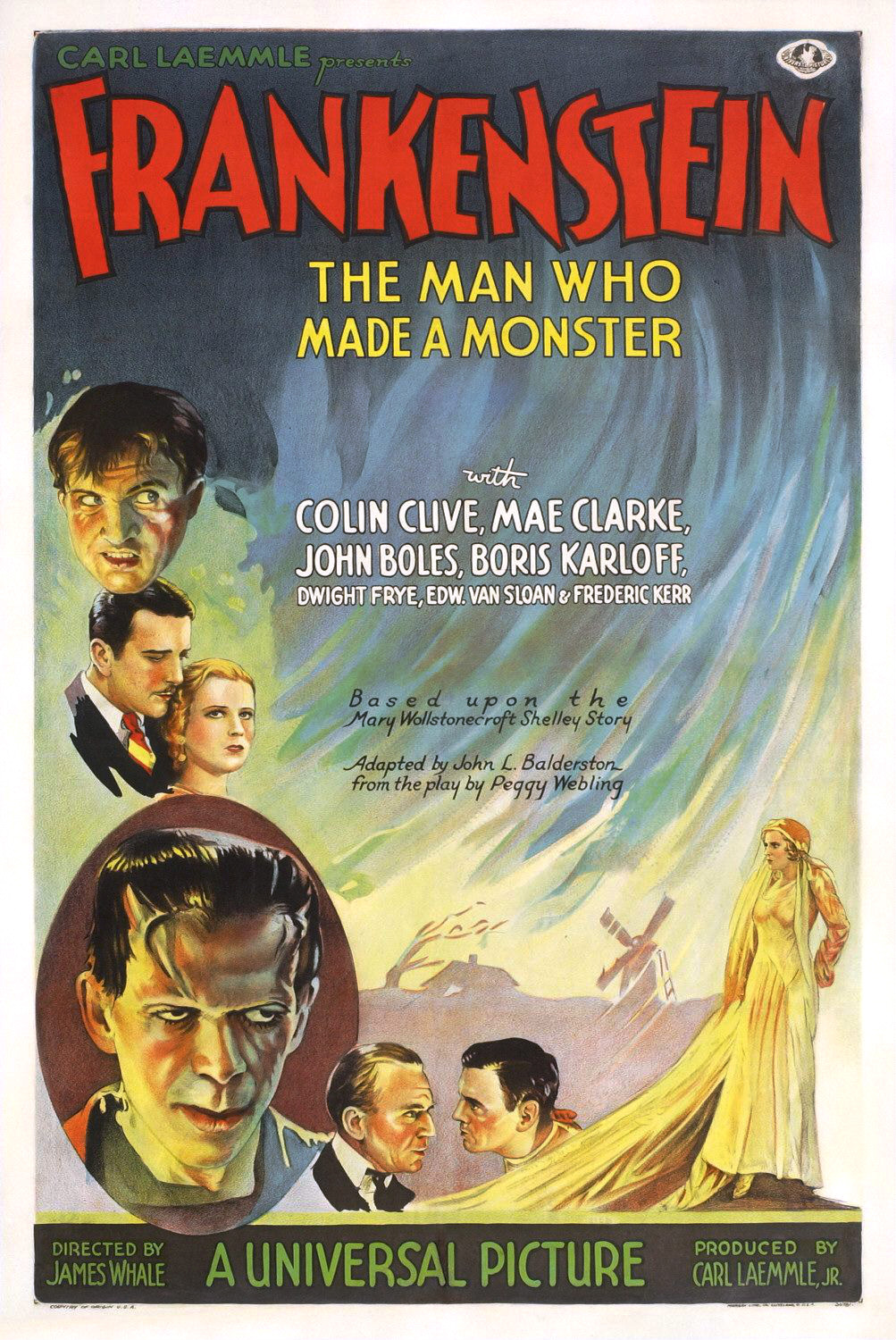
Frankenstein, "Estilo A"
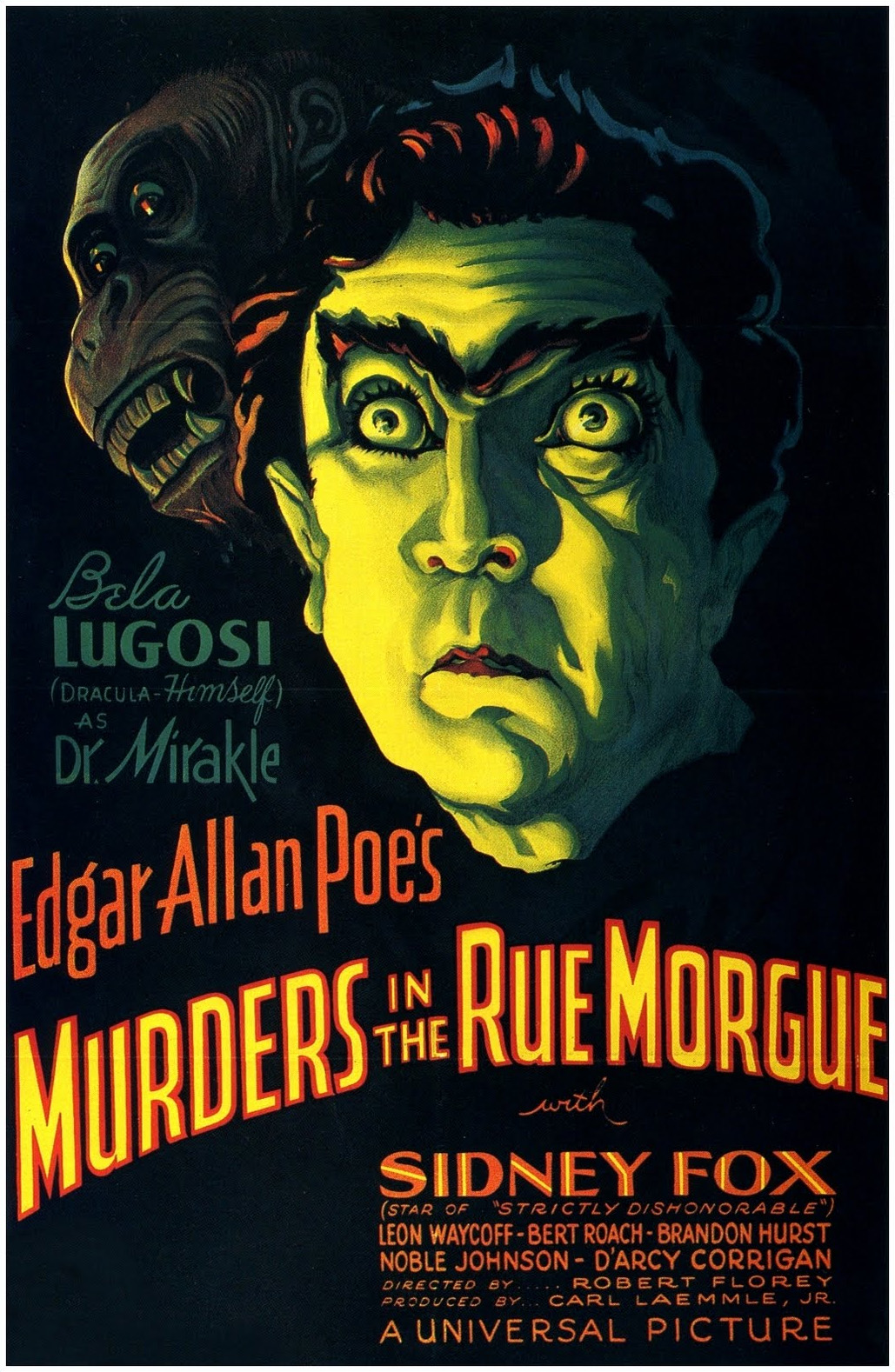
Murders in the Rue Morgue (1932)
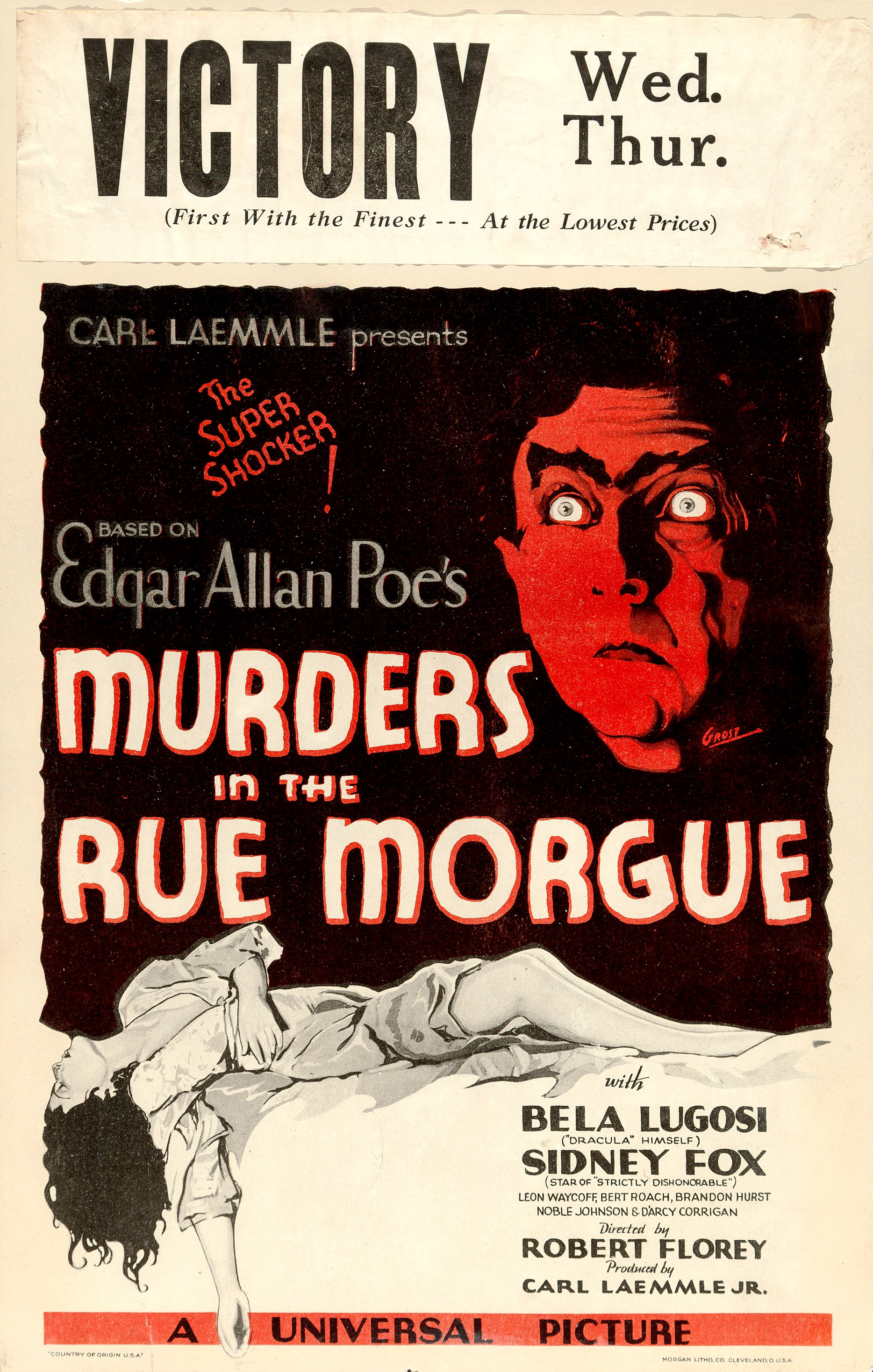
Murders in the Rue Morgue, tarjeta de ventana
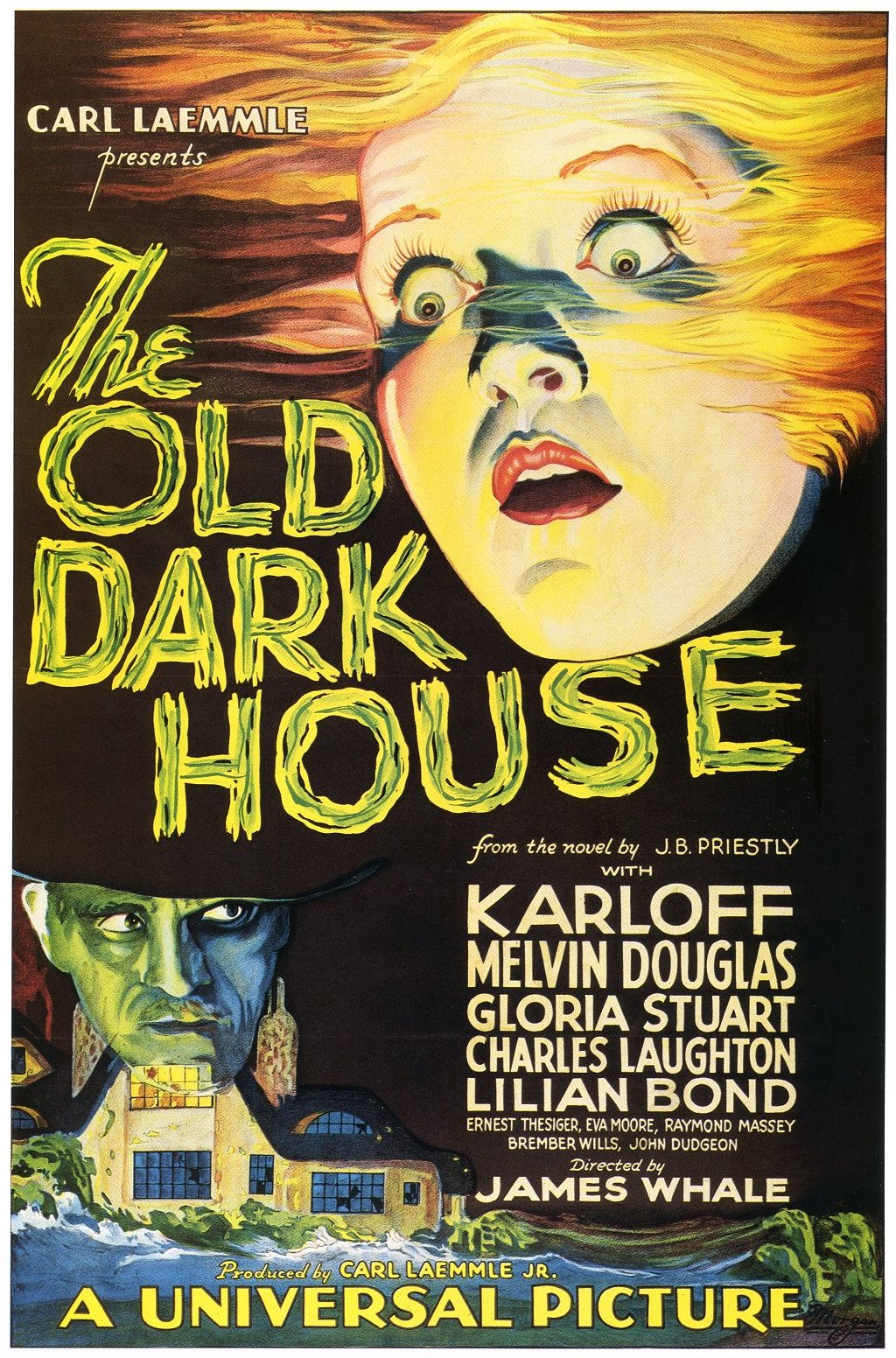
The Old Dark House (1932)
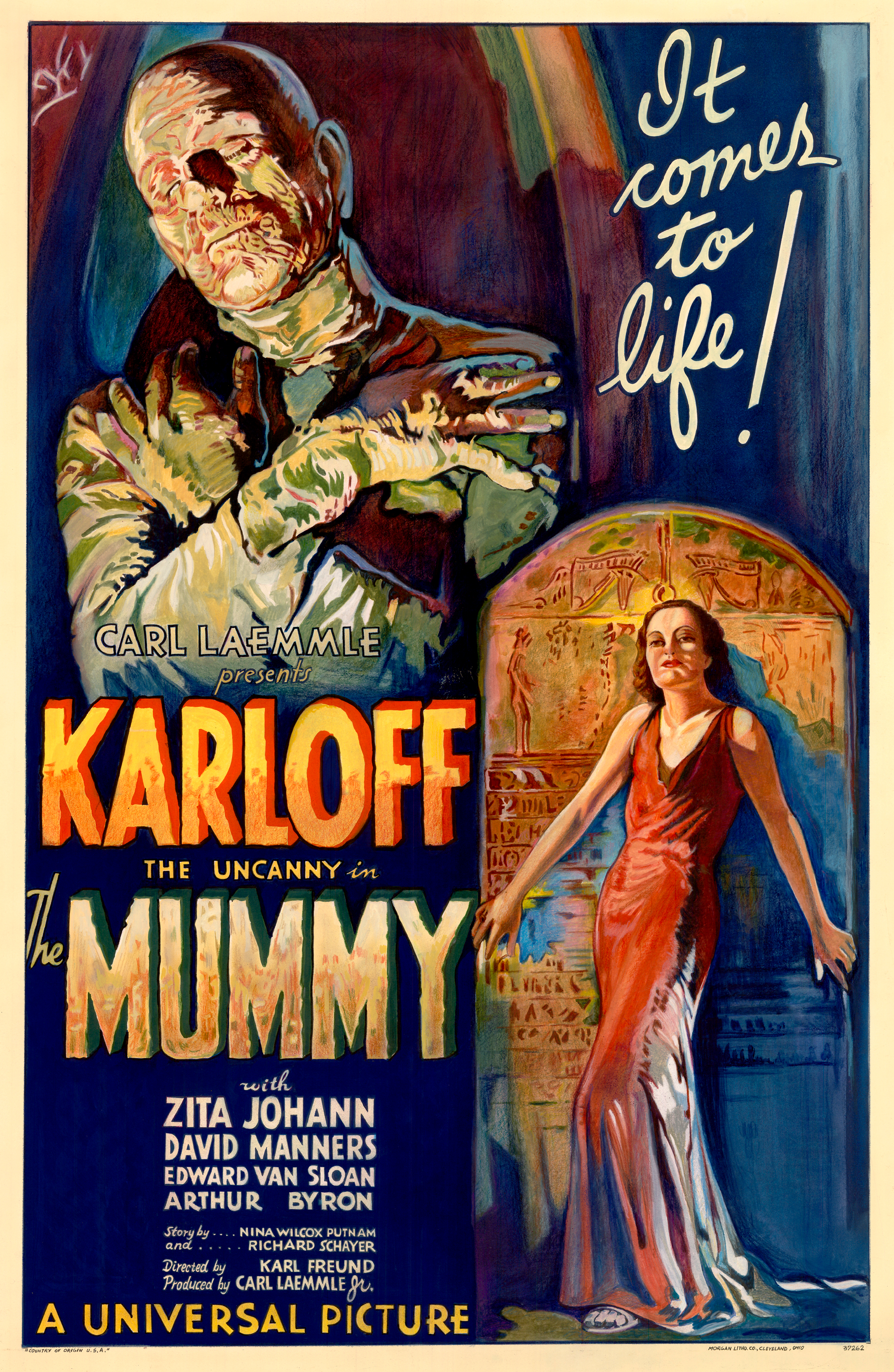
La Momia (1932), una hoja
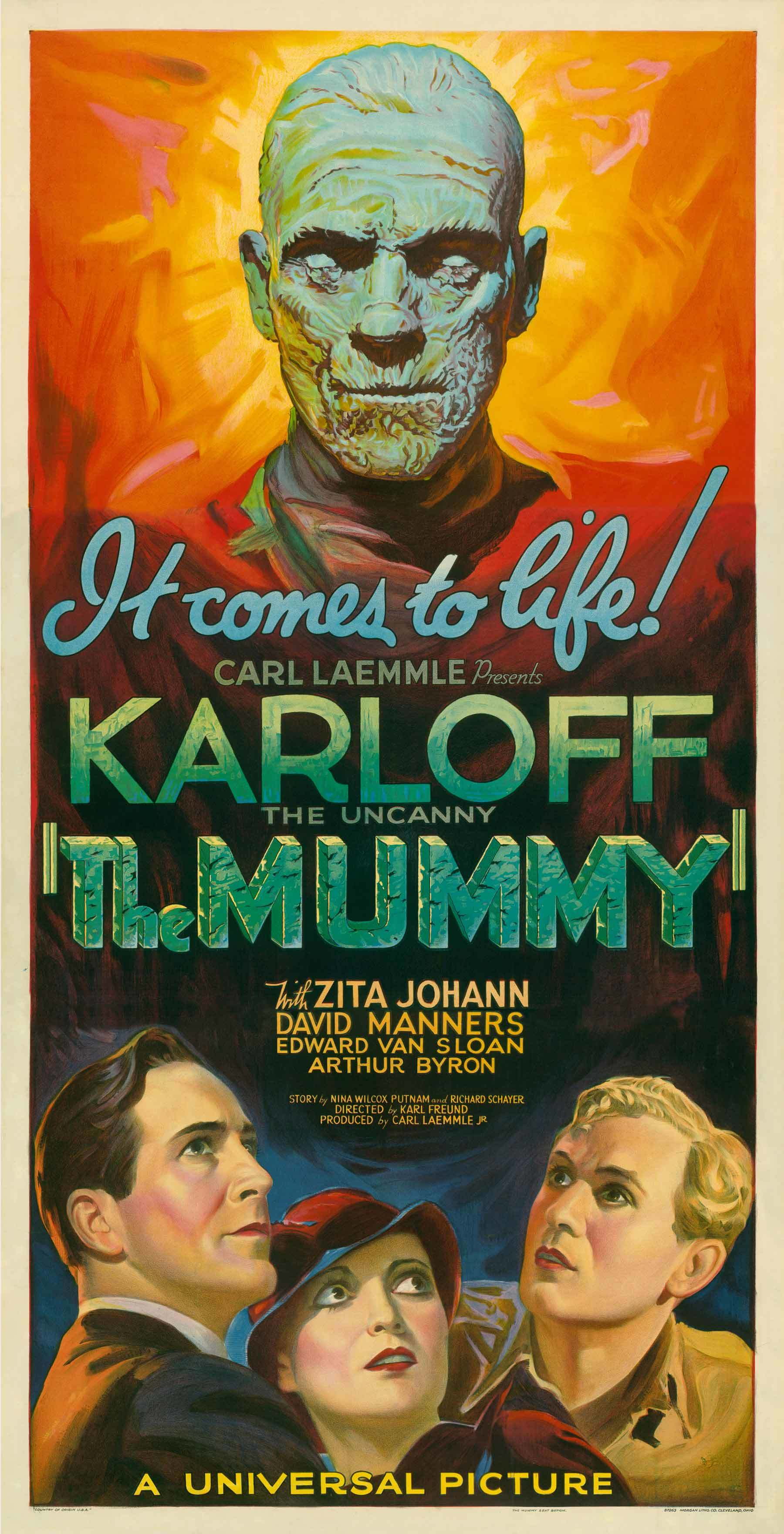
La Momia, tres hojas
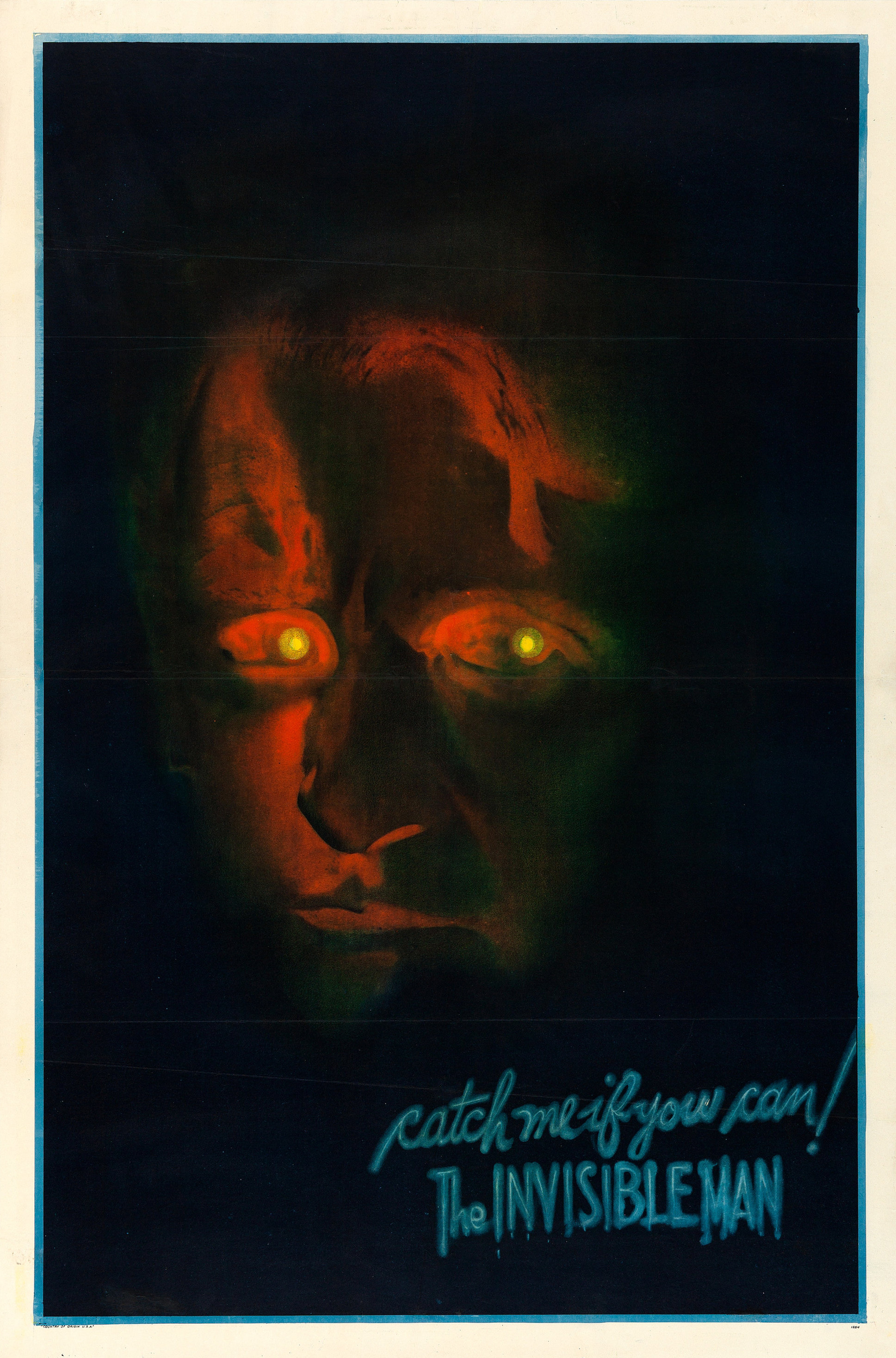
El Hombre Invisible (1933), Avance "Estilo A"
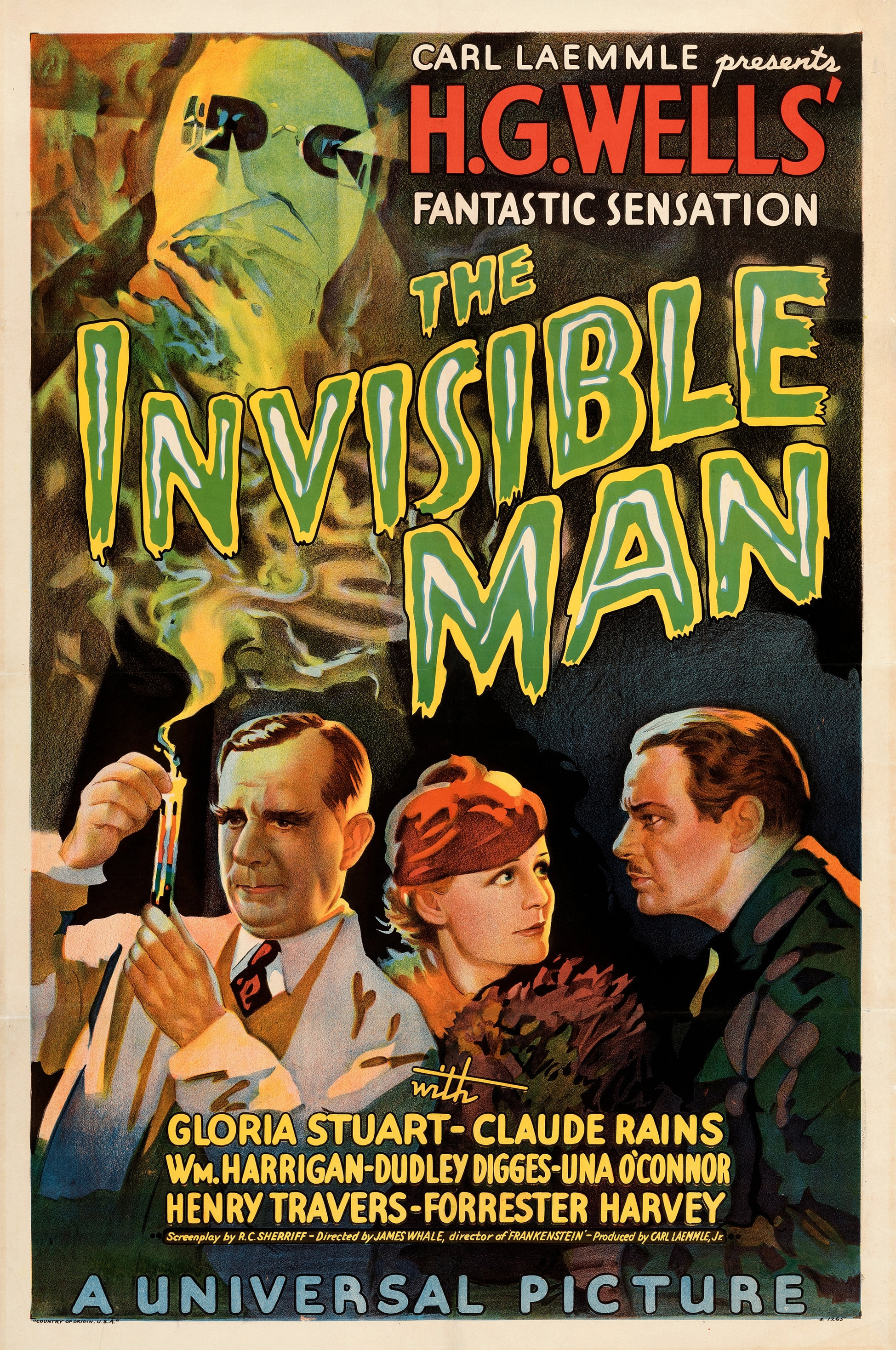
El Hombre Invisible, "Estilo B"
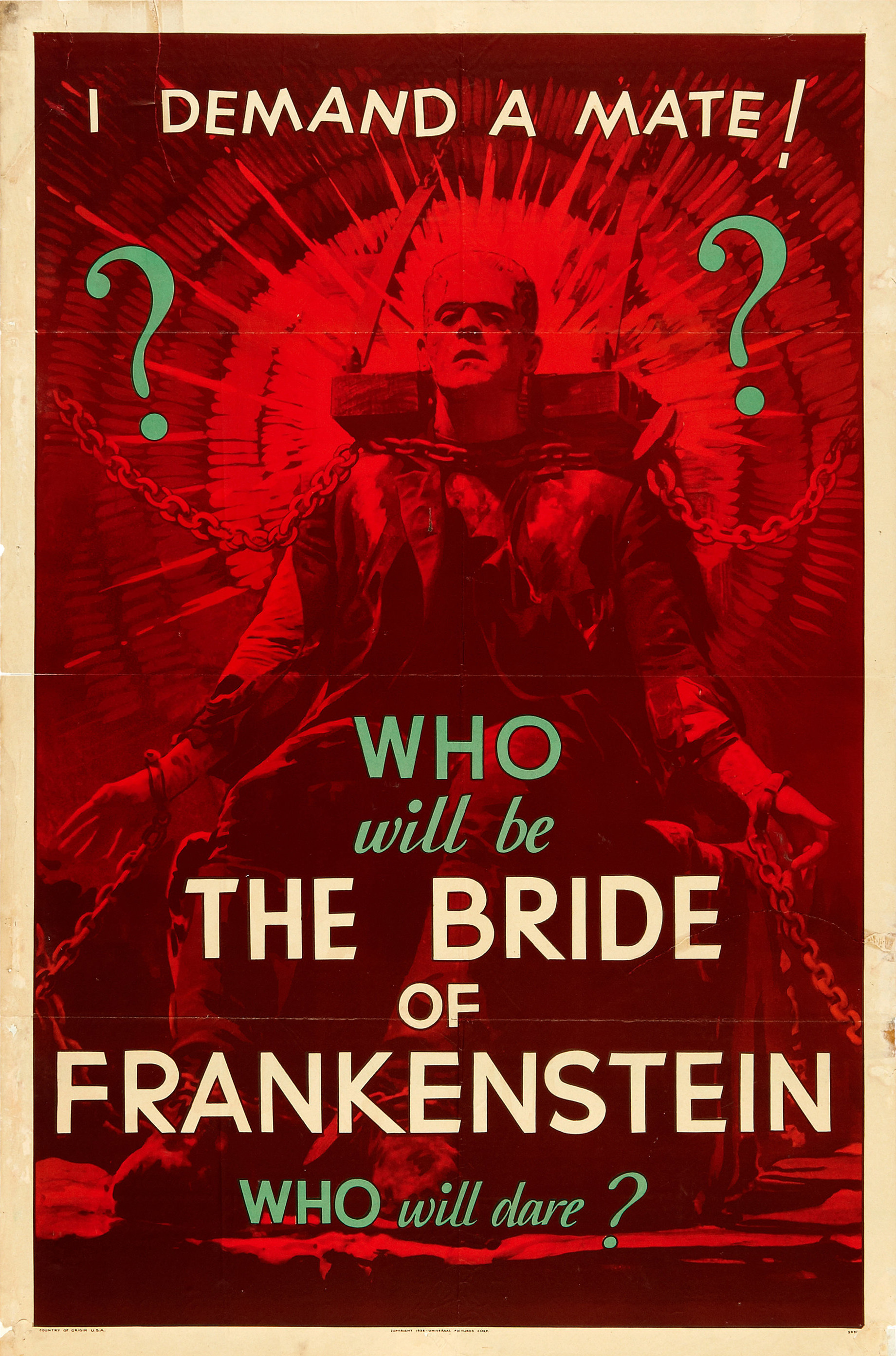
La Novia de Frankenstein (1935), Avance "Estilo E"
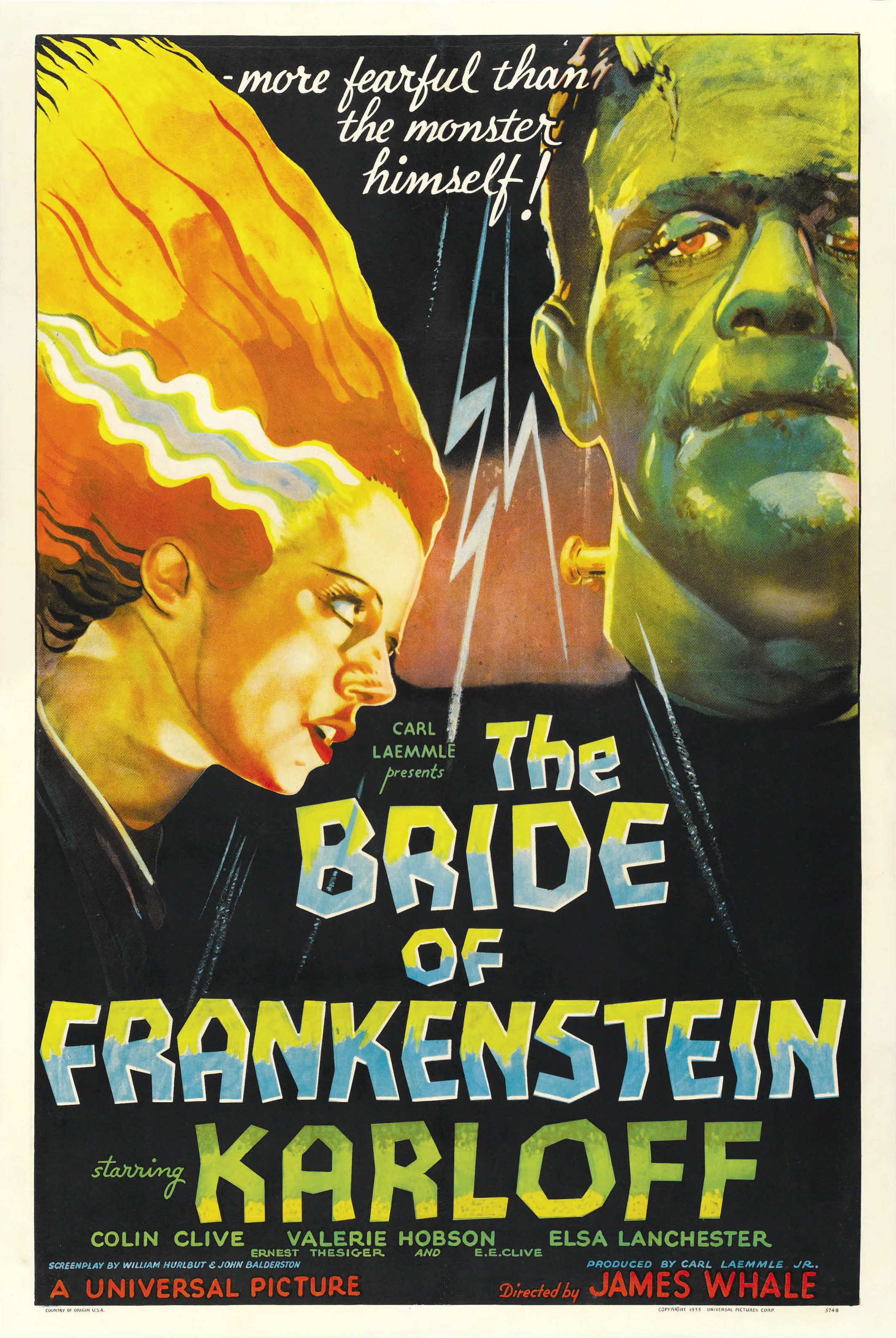
La Novia de Frankenstein, "Estilo D"
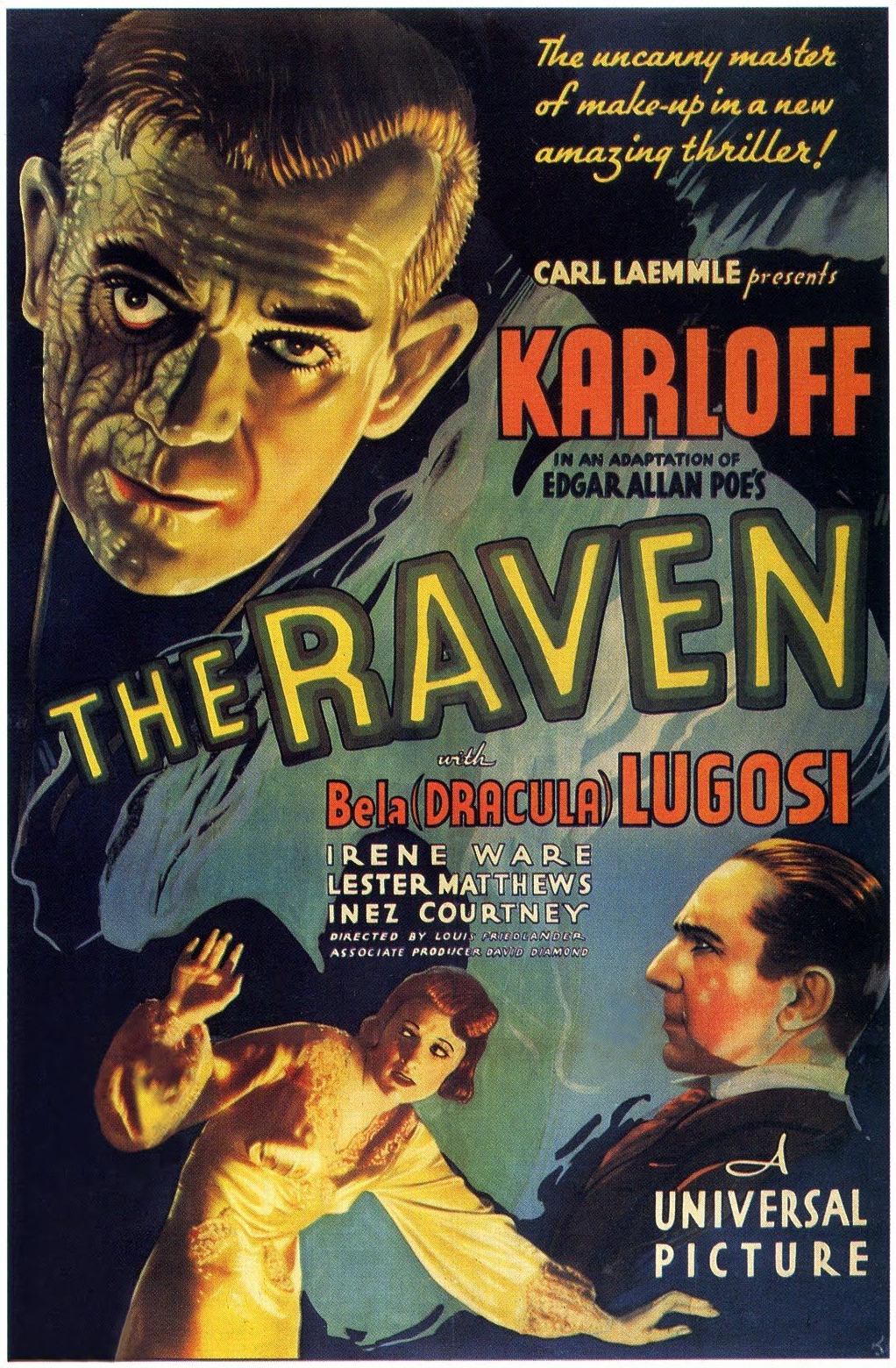
El Cuervo (1935)
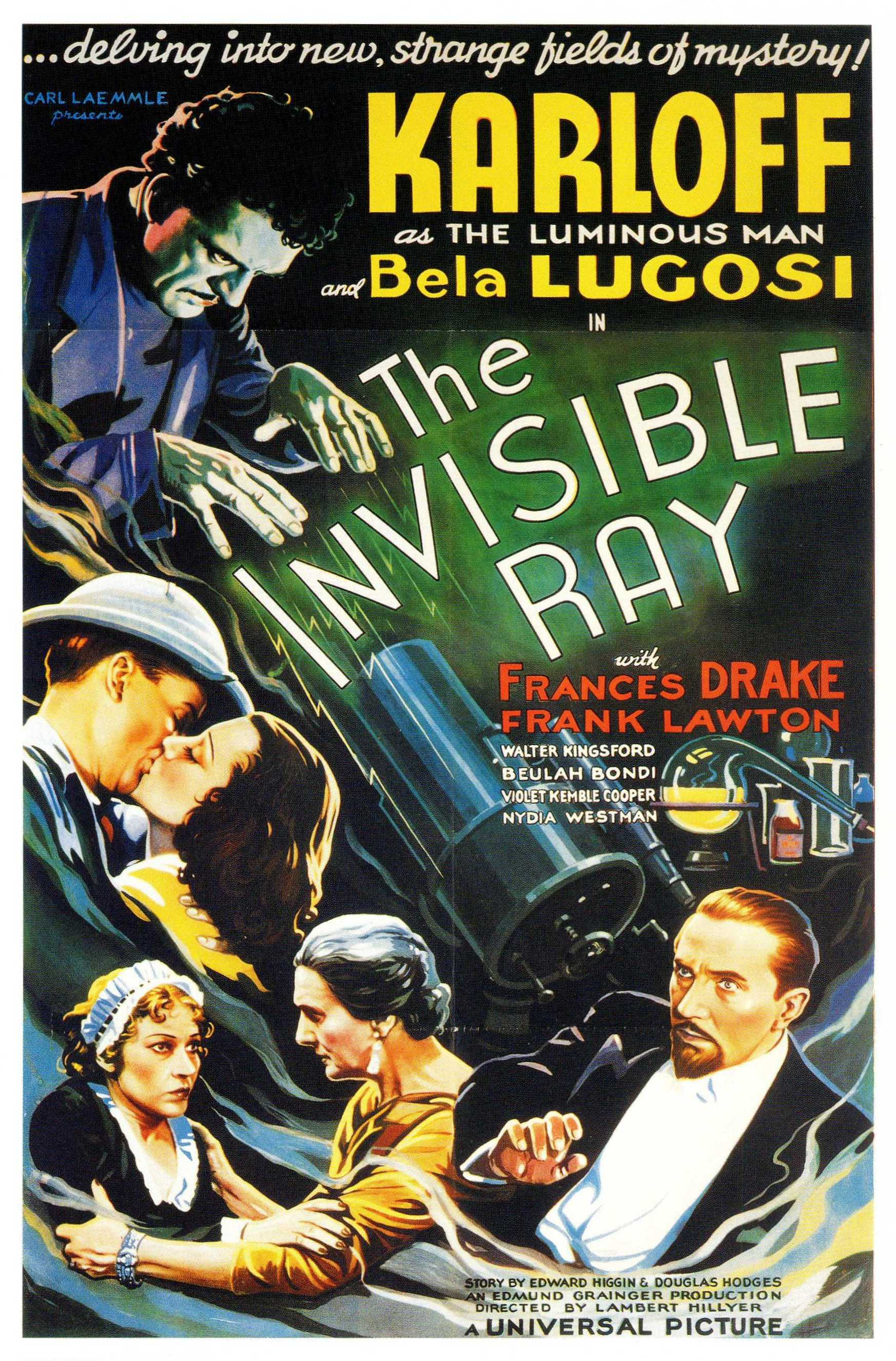
The Invisible Ray (1936)
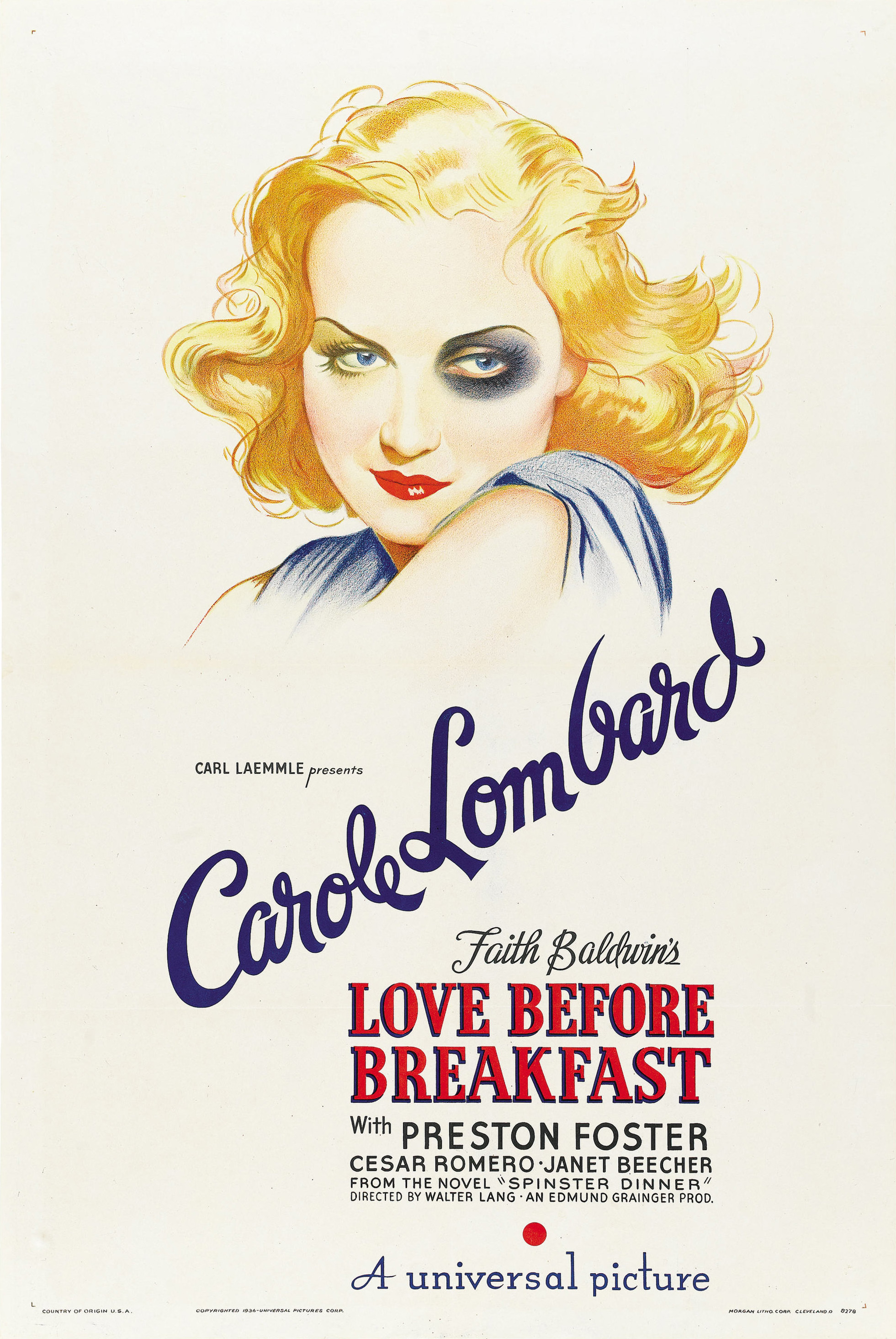
Love Before Breakfast (1936)
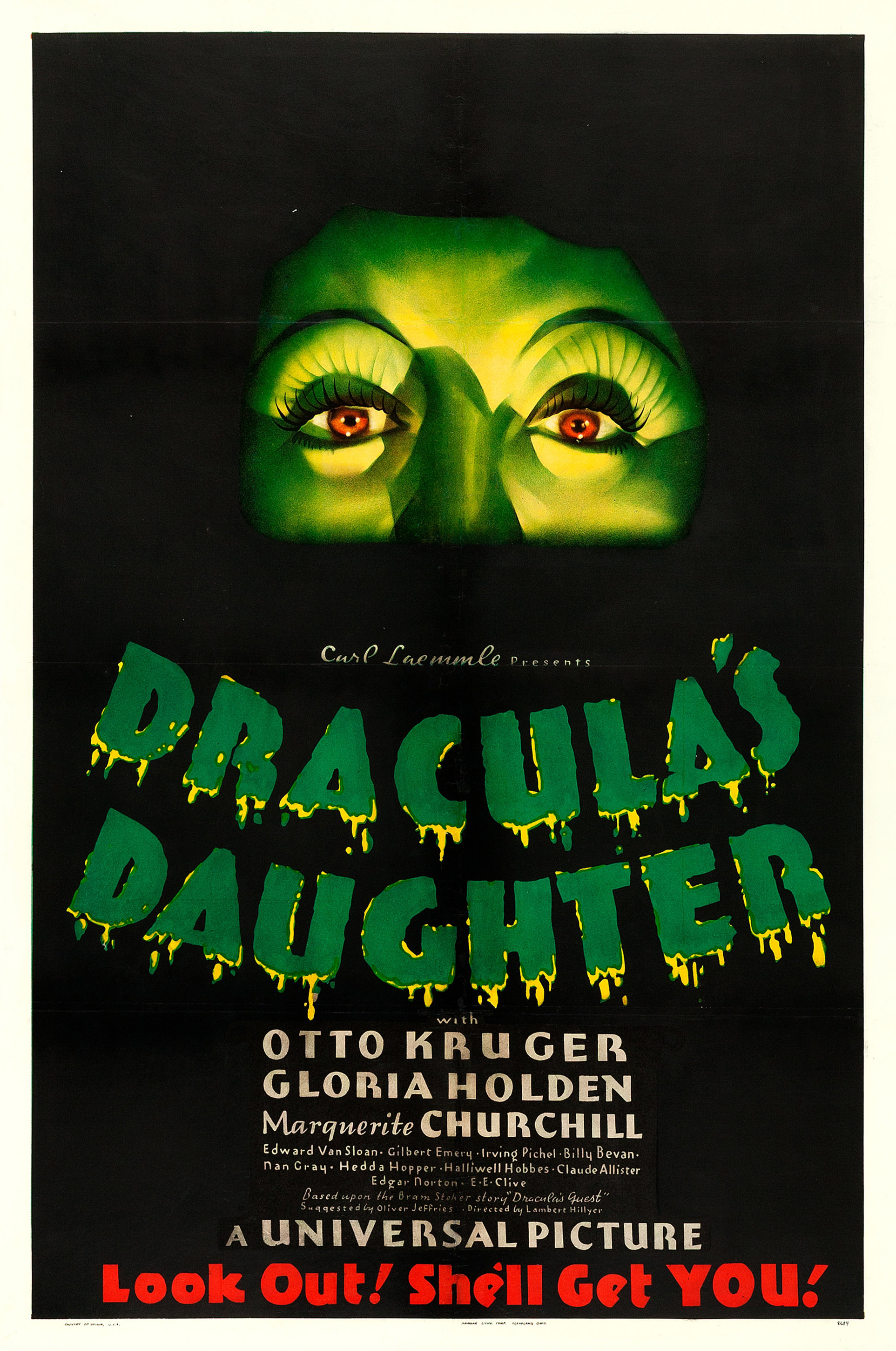
La Hija de Drácula (1936)
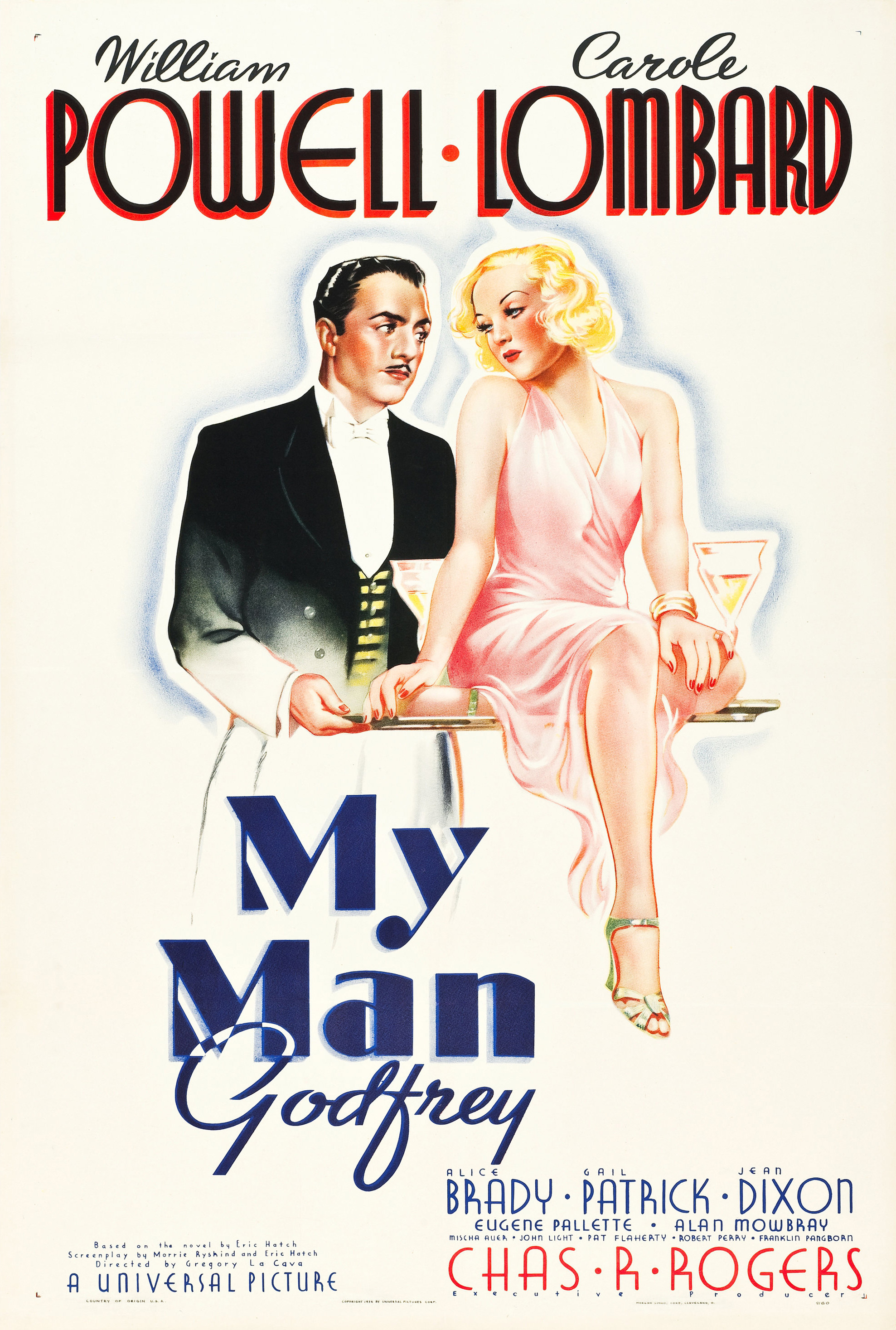
My Man Godfrey (1936), "Estilo C"
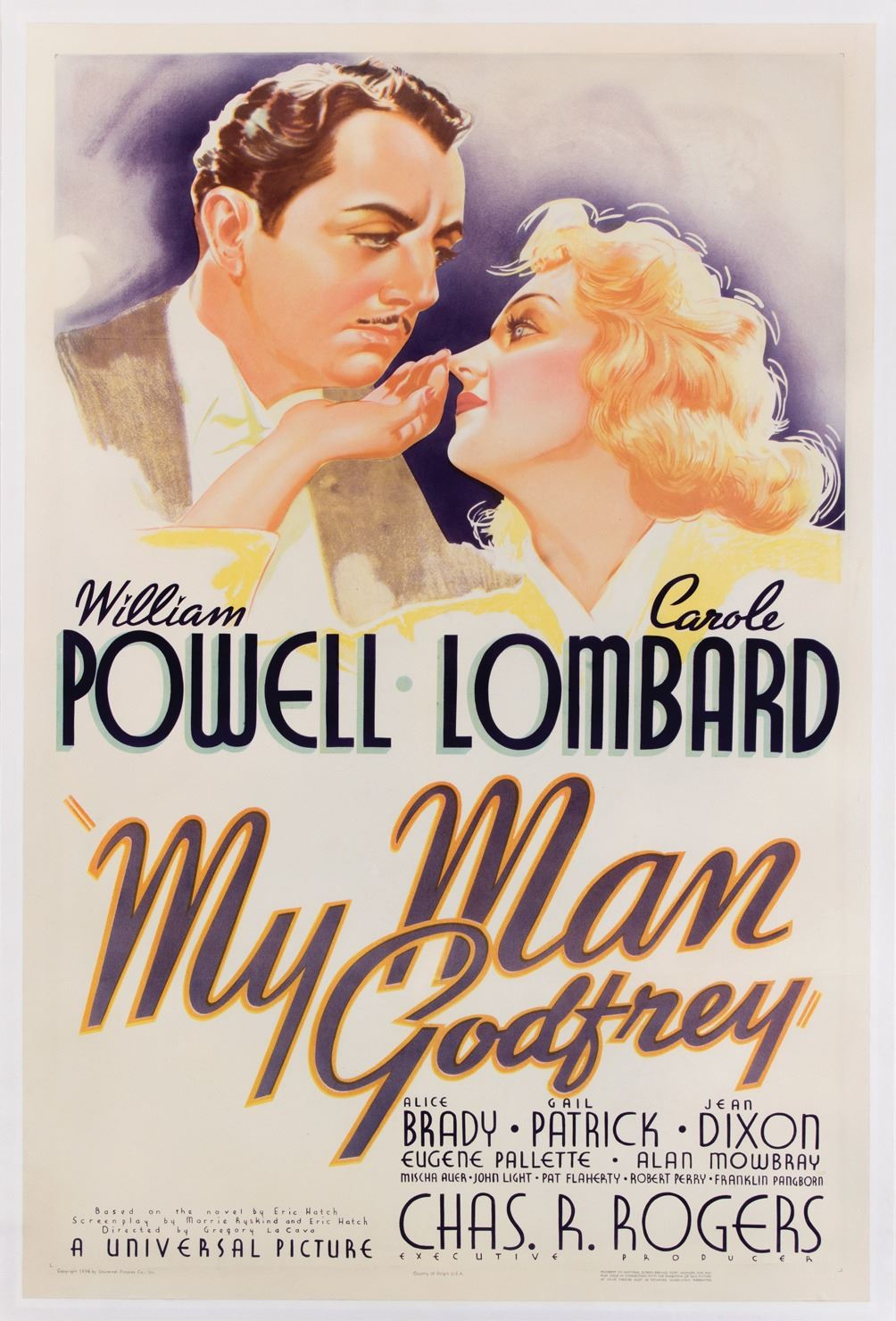
My Man Godfrey, "Estilo D"
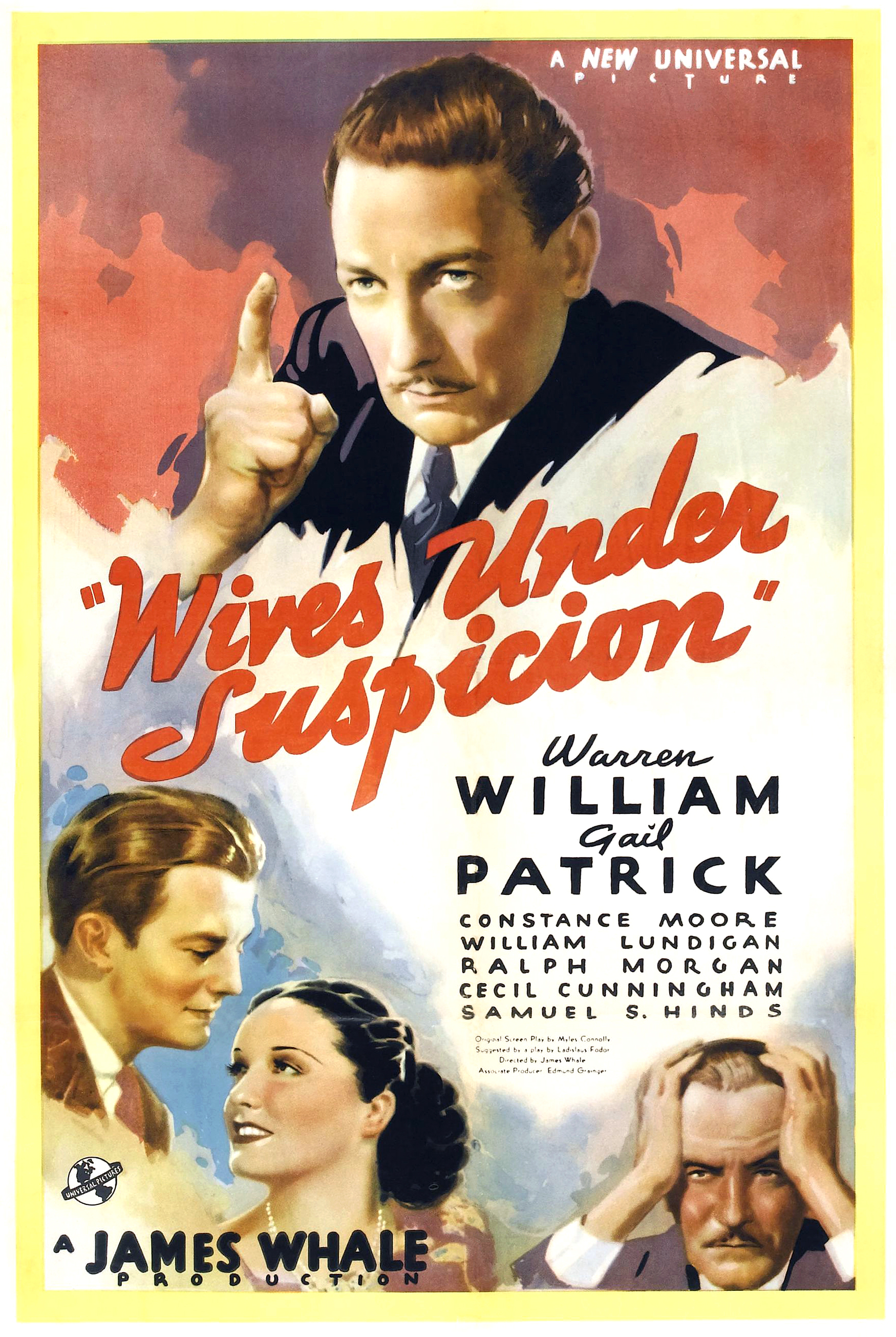
Wives Under Suspicion (1938)

## Tasación retrospectiva
Las ilustraciones de Grosz ahora son elogiadas por su calidad artística y apreciadas por los coleccionistas, pero este no fue el caso hasta medio siglo después del hecho. En su propio tiempo, los carteles de películas litográficas eran objetos efímeros que se distribuían en las salas de cine y se desechaban al final de la ejecución de una película. Las copias originales bien conservadas son escasas; por ejemplo, solo se conocían dos copias del póster de una hoja de Grosz para La Momia hasta 2001, cuando se encontró una tercera en un garaje en Arizona.
Según los historiadores del cine Stephen Rebello y Richard C. Allen, las coloridas y dramáticas ilustraciones de Grosz "aportaron... un cierto encanto y una perfección casi ingenua" a "los elementos sumamente sensacionalistas de los clásicos de los directores Tod Browning y James Whale: criaturas horribles, mitad heroínas vestidas, tumbas sin sellar, médicos locos". En su opinión, el trabajo de Grosz en el género de terror sólo era igualado por el arte del cartel de William Rose para las películas B de la década de 1940 producidas por Val Lewton para RKO Pictures, como Cat People (1942). El historiador de cine británico Sim Branaghan escribió que las "imaginaciones salvajes" de Grosz tuvieron una enorme influencia en el diseño de carteles en el Reino Unido desde la década de 1950 en adelante, especialmente para el floreciente mercado de películas de explotación, ya que la censura cinematográfica en el Reino Unido disminuyó y las películas con temas maduros se dirigieron a las audiencias de adultos se volvieron más comunes.
Tony Nourmand y Graham Marsh escribieron que los carteles de Grosz eran muy originales y, a menudo, "tan legendarios como las películas mismas". Aunque su estilo artístico generalmente se ajustaba a los estándares relativamente conservadores del arte comercial, citaban sus carteles de avance para Frankenstein y El Hombre Invisible como grandes excepciones que siguen siendo "llamativas", "vanguardistas" y "ultramodernas" incluso para los estándares contemporáneos. En 2013, Nourmand incluyó el avance de Frankenstein en un libro que enumeraba sus opciones para los 100 carteles de películas "esenciales". El American Film Institute incluyó al menos seis carteles ilustrados por Grosz en su lista de 2003 de "100 años... 100 clásicos estadounidenses de carteles de cine": La Momia (no. 4), El Hombre Invisible (no. 29), el avance de Frankenstein (no. 40), el avance de El Hombre Invisible (no. 69), Murders in the Rue Morgue (no. 85) y La Hija de Drácula (no. 88). La revista Premiere clasificó el póster de La Momia en el no. 15 en su lista de 2007 de los 25 mejores carteles de películas.
Kirk Hammett, el guitarrista principal de Metallica y un prolífico coleccionista de recuerdos de terror, nombró a Grosz su cartelista favorito:

Sus líneas son muy seductoras y hay un glamour y una elegancia que logra plasmar. En algunos de esos carteles de películas, a pesar de que son películas de 'terror y terror', todavía hay un factor de belleza y elegancia que me atrae aún más. Creo que es por el hecho de que no es solo horror. No es solo oscuridad y maldad. También hay elementos de belleza y esperanza en las ilustraciones de Grosz. Para mí, era un maestro.

Hammett comparó el póster de avance de Frankenstein con un "retrato de Andy Warhol que se volvió malvado" y, "en esencia, un ejemplo asombroso de arte pop, 30 años antes de que existiera ese término y ese movimiento". Desde 1995, ha tenido una costumbre Guitarra eléctrica ESP KH-2 pintada con un diseño de la Momia de Grosz de tres hojas.
La obra de arte de Grosz se ha exhibido en museos de arte. En la exposición de 1999 "El siglo estadounidense: arte y cultura 1900-2000" en el Museo Whitney de Arte Estadounidense se presentó un póster de una hoja de La Momia. Una exposición itinerante de recuerdos de terror de la colección de Hammett, con varias piezas de Grosz, debutó en 2017 en el Museo Peabody Essex en Salem, Massachusetts antes de continuar hacia el Museo Real de Ontario en Toronto y el Museo de Arte de Columbia en Columbia, Carolina del Sur. La alta valoración de su trabajo le valió el reconocimiento póstumo en su Hungría natal como un notable artista húngaro que vivió en el extranjero.

### Valuación

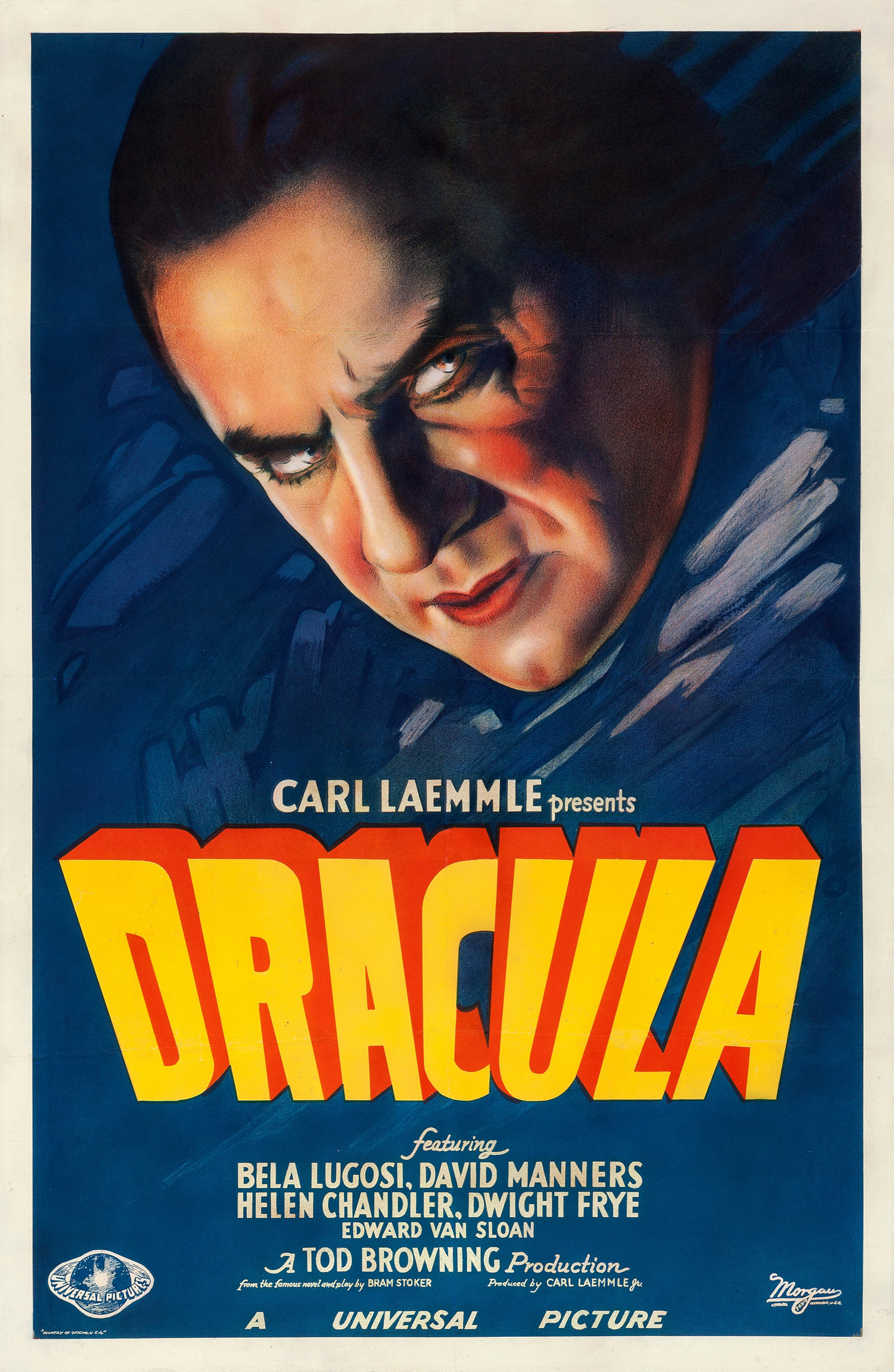
La hoja "Estilo A" de Drácula encabezó la lista de los carteles de películas más caros de 2017. Se desconoce su ilustrador, pero Grosz fue director de arte de la campaña publicitaria de la película.

El mercado del arte de alta gama generalmente excluía los objetos de interés cinematográfico hasta finales de la década de 1980. Desde entonces, las copias originales de los diseños de carteles de Grosz han sido muy valoradas en las subastas. En 2012, bajo su dirección artística se habían producido seis de los diez carteles de películas más caros del mundo para películas de terror de Universal. También es el artista mejor representado en una lista mucho más larga mantenida por el sitio web LearnAboutMoviePosters (LAMP), que se actualiza periódicamente para incluir todas las ventas conocidas de un póster de película por $20000 o más.
Dos carteles ilustrados por Grosz han establecido el récord del cartel de película más caro en una subasta. En una subasta de octubre de 1993, un cartel de Frankenstein se vendió en una subasta por $198000 (equivalente a $350000 en 2019), duplicando la estimación previa a la venta y casi triplicando el precio récord anterior. En marzo de 1997, Sotheby's vendió una copia original de la única hoja de La Momia por $453000 (equivalente a $721000 en 2019). La venta superó no solo el récord anterior de Grosz, sino también el precio más alto alcanzado entonces por un cartel Art Nouveau del pintor francés Henri de Toulouse-Lautrec; como resultado, La Momia se convirtió no sólo en el cartel más caro de la publicidad cinematográfica, sino posiblemente en todas las bellas artes. Si bien el nombre de Grosz había sido en gran parte desconocido antes de la venta de La Momia, incluso entre los coleccionistas de alto nivel, otros ejemplos de su arte de carteles aumentaron dramáticamente en valor poco después. Will Bennett, de The Daily Telegraph, dijo que "el nombre que buscan los coleccionistas es Karoly Grosz", aunque señaló que el precio de venta excepcionalmente alto de La Momia, equivalente a "una pintura decente de Gainsborough", "se consideraba una extraña fila entre dos coleccionistas".
El récord de subasta que ostentaba La Momia se batió en 2014 con un cartel de la película London After Midnight de 1927. Una litografía original de Drácula volvió a establecer el récord en 2017 con un precio de venta de $525800; mientras que el ilustrador no fue identificado, Grosz fue responsable de la dirección de arte de la campaña de carteles de la película en su conjunto. En 2018, se esperaba que otra copia del póster de La Momia recuperara el récord con un valor de venta estimado de hasta $1.5 millones. Sin embargo, no se vendió sin que ninguna oferta cumpliera con el mínimo de $950000 antes de la fecha límite del 31 de octubre.

## Periódicos y enlaces externos
- Anon. (n.d.). «Karoly Grosz in the New York, State Census, 1925» – via Ancestry Library (requiere suscripción).
- Anon. (n.d.). «Keroly [sic] Grosz in the 1930 United States Federal Census» – via Ancestry Library (requiere suscripción).
- Anon. (2 de marzo de 1997). «'Mummy' Costs $453,000». The New York Times. Associated Press. Archivado desde el original el 29 de diciembre de 2017.
- Anon. (2007). «AFI Top 100 Movie Posters [# 1–# 50]». MovieGoods.com. p. 1. Archivado desde el original el 11 de marzo de 2007.
- Anon. (2007). «AFI Top 100 Movie Posters [# 51–# 100]». MovieGoods.com. p. 2. Archivado desde el original el 15 de marzo de 2007.
- Anon. (25 de julio de 2015). «My Man Godfrey (Universal, 1936). One Sheet (27" × 41") Style C. | Lot #87029». HA.com. Heritage Auctions. Archivado desde el original el 6 de marzo de 2020.
- Anon. (2018). «The Mummy Film Poster | Single Lot». Sotheby's. Archivado desde el original el 5 de marzo de 2020.
- Bailey, Jonathan (24 de octubre de 2011). «How Universal Re-Copyrighted Frankenstein's Monster». Plagiarism Today. Archivado desde el original el 11 de enero de 2020.
- Barry, Rebecca Rego (16 de julio de 2019). «Metallica Guitarist's Horror and Sci-Fi Posters on View». Fine Books & Collections. Chapel Hill, North Carolina. Archivado desde el original el 4 de agosto de 2019.
- Bennett, Will (21 de septiembre de 1998). «Object of the week». The Daily Telegraph (44559). p. 19.
- Burgess, Anika (4 de agosto de 2017). «Peer Into the Horror That Is Kirk Hammett's Movie Poster Collection». Atlas Obscura. Archivado desde el original el 1 de noviembre de 2019.
- Couch, Aaron (11 de octubre de 2018). «Could Rare 'Mummy' Poster Fetch $1 Million at Auction?». The Hollywood Reporter. Archivado desde el original el 11 de octubre de 2018.
- Da Ponte, T. S., ed. (22 de septiembre de 1923). «Preferred Display Is Attractive». News from the Producers. The Moving Picture World (New York: Chalmers Publishing Company) 64 (4): 360 – via the Internet Archive.
- Dannenberg, Joseph, ed. (28 de febrero de 1926). «Greetings and Congratulations to Carl Laemmle from the Home Office Staff». The Film Daily XXXV (48) (New York: Wid's Films and Film Folks, Inc.). pp. 110-111  – via the Internet Archive.
- Della Cava, Marco R. (1 de abril de 2011). «Leisure: Emotion Pictures». Robb Report (Los Angeles: Penske Media Corporation). Archivado desde el original el 5 de marzo de 2020.
- Dirks, Tim (n.d.). «100 Greatest American Film Poster Classics». Filmsite.org. AMC Networks. Archivado desde el original el 8 de enero de 2020.
- Gregory, Conal (24 de octubre de 1998). «Answer the collect call». The Times. ProQuest 318010961 – via ProQuest (requiere suscripción).
- Grimm, Ben H. (22 de septiembre de 1923). «With the Advertising Brains: A Weekly Discussion of the New, Unusual, and Novel in Promotion Aids». The Moving Picture World (New York: Chalmers Publishing Company) 64 (4): 340–342  – via the Internet Archive.
- Gulick, Paul, ed. (23 de agosto de 1924). «Can You Solve This One?». Universal Weekly 20 (2) (New York: Motion Picture Weekly Co.). p. 29  – via the Internet Archive.
- Hammett, Kirk (31 de julio de 2017). «Exclusive: Metallica's Kirk Hammett Talks Movie Posters, His New Book, and More!». Dread Central. (Entrevista). Archivado desde el original el 6 de diciembre de 2019.
- ——— (31 de julio de 2017). Kirk Hammett calls his legendary 'Greeny' Les Paul a 'guitar of the people'. (Entrevista). Cosmo Music. Consultado el 3 de marzo de 2020 – via YouTube. |author= y |last= redundantes (ayuda)
- Hamvay, Péter (13 de abril de 2004). «A filmplakát aranykora» [The golden age of the film poster]. Népszava (en hungarian) (Budapest)  – via hu.
- Harman, John N. (14 de agosto de 1937). «Legal Notice». The Tablet (Brooklyn). p. 15  – via Newspapers.com.
- Hoffman, Jordan (15 de octubre de 2018). «The Mummy: the story of the world's most expensive movie poster». The Guardian. Archivado desde el original el 15 de octubre de 2018.
- Jankó, Judit (18 de abril de 2004). «Mennyit ér az utca hírmondója?» [How much is a street messenger worth?]. Napi Gazdaság (en hungarian) (Budapest). Archivado desde el original el 14 de junio de 2020.
- Jansen, Wim (October–November 2016). «Het koppie erbij houden» [Keeping a Clear Head]. Schokkend Nieuws (en dutch, English) (122): 45. Archivado desde el original el 28 de junio de 2017  – via Movie-Ink.com.
- Johnston, William A., ed. (15 de septiembre de 1923). «Teaser One-Sheet for 'April Showers'». Production–Distribution Activities. Motion Picture News (New York) 28 (11): 1343 – via the Internet Archive.
- ———, ed. (22 de septiembre de 1923). «'April Showers' Boasts Unusual Posters». Production–Distribution Activities. Motion Picture News (New York) 28 (12): 1462 – via the Internet Archive.
- King, Susan (19 de octubre de 1993). «Movies – A Record». Los Angeles Times. Archivado desde el original el 3 de marzo de 2020.
- LeDuff, Charlie (29 de junio de 1997). «Bird Made Him a Sleuth». The New York Times. Archivado desde el original el 30 de noviembre de 2018.
- Luca, Dustin (16 de agosto de 2017). «Kirk Hammett's favorite posters». The Salem News. CNHI. Archivado desde el original el 28 de febrero de 2020.
- Michaud, Chris (31 de octubre de 2018). «'Mummy' film poster, expected to fetch record, fails to sell at auction». Reuters. Archivado desde el original el 1 de noviembre de 2018.
- Poole, Ed; Poole, Susan (August 2016). «LAMP Post: Film Accessory News». LearnAboutMoviePosters.com. Archivado desde el original el 31 de marzo de 2017.
- ———; ———, eds. (March 2020). «LAMP Presents the Top Selling List: the most expensive movie posters on record». LearnAboutMoviePosters.com. Archivado desde el original el 17 de abril de 2020. Consultado el 17 de abril de 2020.
- «LAMP Presents the Top Selling List - Part 2: the most expensive movie posters on record». LearnAboutMoviePosters.com. March 2020. Archivado desde el original el 17 de abril de 2020. Consultado el 17 de abril de 2020. Texto «author Poole Ed, Poole Susan » ignorado (ayuda)
- Premiere staff (March 2007). «The 25 Best Movie Posters Ever | 15. The Mummy». Premiere. New York: Hachette Filipacchi Media U.S. Archivado desde el original el 19 de julio de 2008.
- Pulver, Andrew (14 de marzo de 2012). «The 10 most expensive film posters – in pictures». The Guardian. Archivado desde el original el 13 de febrero de 2020.
- Quigley, Martin J., ed. (19 de mayo de 1923). «Jerome Beatty Heads Lichtman Advertising». Exhibitors Herald (Chicago: Quigley Publishing) 16 (21): 32 – via the Internet Archive.
- Railton, Stephen, ed. (n.d.). «Souvenir Program – Universal Pictures Corporation, New York: 1927». Uncle Tom's Cabin & American Culture. Charlottesville: University of Virginia. Archivado desde el original el 30 de abril de 2017.
- Scapelliti, Christopher (11 de octubre de 2016). «Kirk Hammett: Five Things We Learned from His Ernie Ball 'String Theory' Clip». Guitar World. Archivado desde el original el 14 de abril de 2020.
- Siegel, Ed (17 de agosto de 2017). «5 Things to Do This Weekend: A Metallica God and His Monster Collection to a Reimagined Joni Mitchell». The ARTery. Boston: WBUR-FM. Archivado desde el original el 17 de agosto de 2017.
- Spedon, Sam (6 de noviembre de 1920). «Keeping in Personal Touch». The Moving Picture World 47 (1) (New York: Chalmers Publishing Company). p. 40  – via the Internet Archive.
- Tudor, Lucia-Alexandra (Winter 2014). «Edgar Allan Poe on the Silver Screen». Romanian Journal of Artistic Creativity 2 (4)  – via Questia Online Library. (enlace roto disponible en Internet Archive; véase el historial, la primera versión y la última).
- Walne, Toby (26 de febrero de 2012). «Poster Maker». Campden FB. London: Campden Wealth. Archivado desde el original el 30 de enero de 2013.
- Windsor, John (15 de agosto de 1998). «Personal finance: Film posters hit the big time». The Independent. Archivado desde el original el 31 de enero de 2014.

- Datos: Q87211883
- Multimedia: Karoly Grosz (illustrator) / Q87211883